# Patrimoine d'Antony
Antony, commune française de la région Île-de-France dispose d'un riche patrimoine qui s'est enrichi à travers les siècles, tant sur les plans historique que botanique.

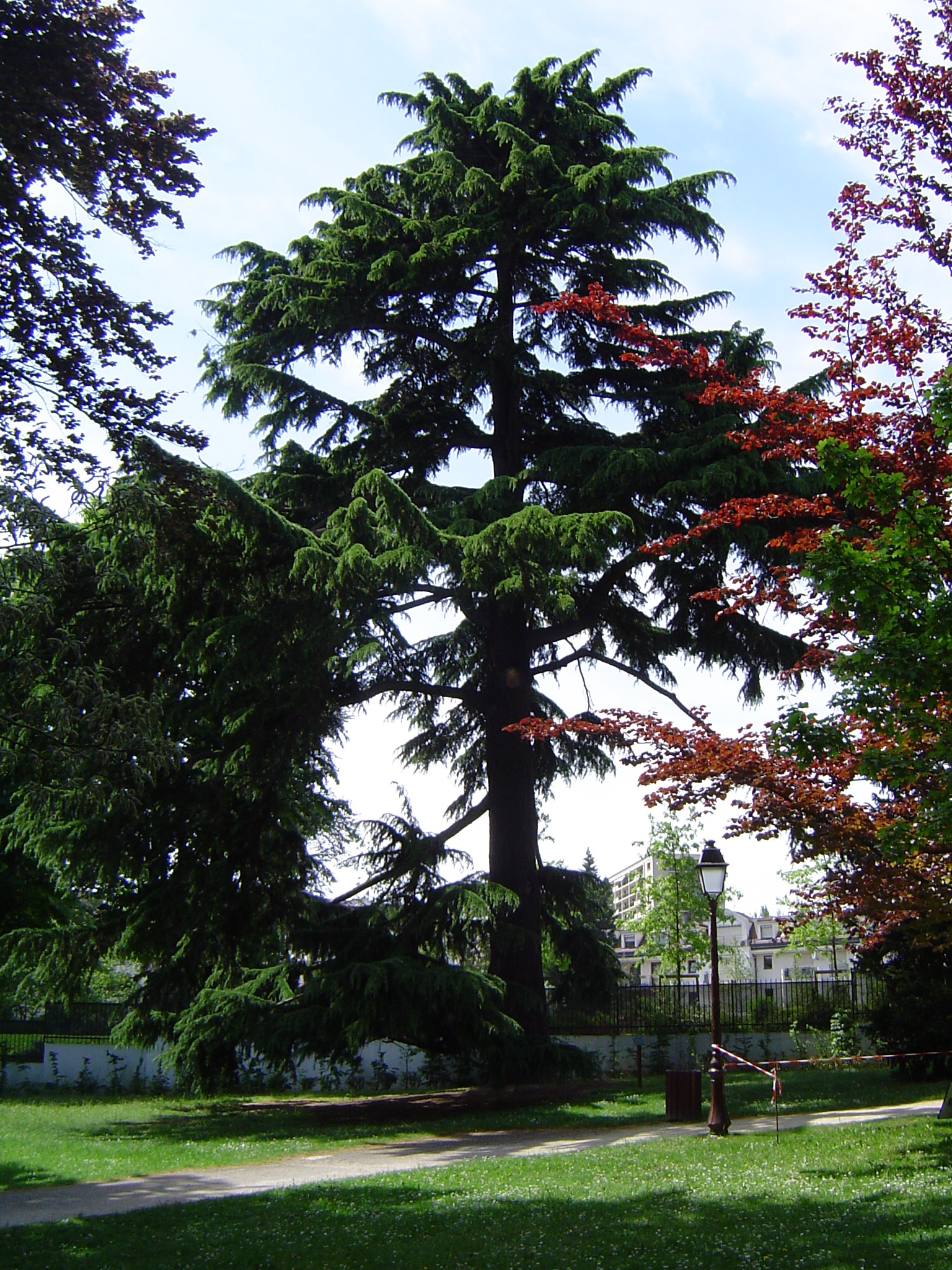
Cèdre de l'Himalaya au parc Raymond Sibille.

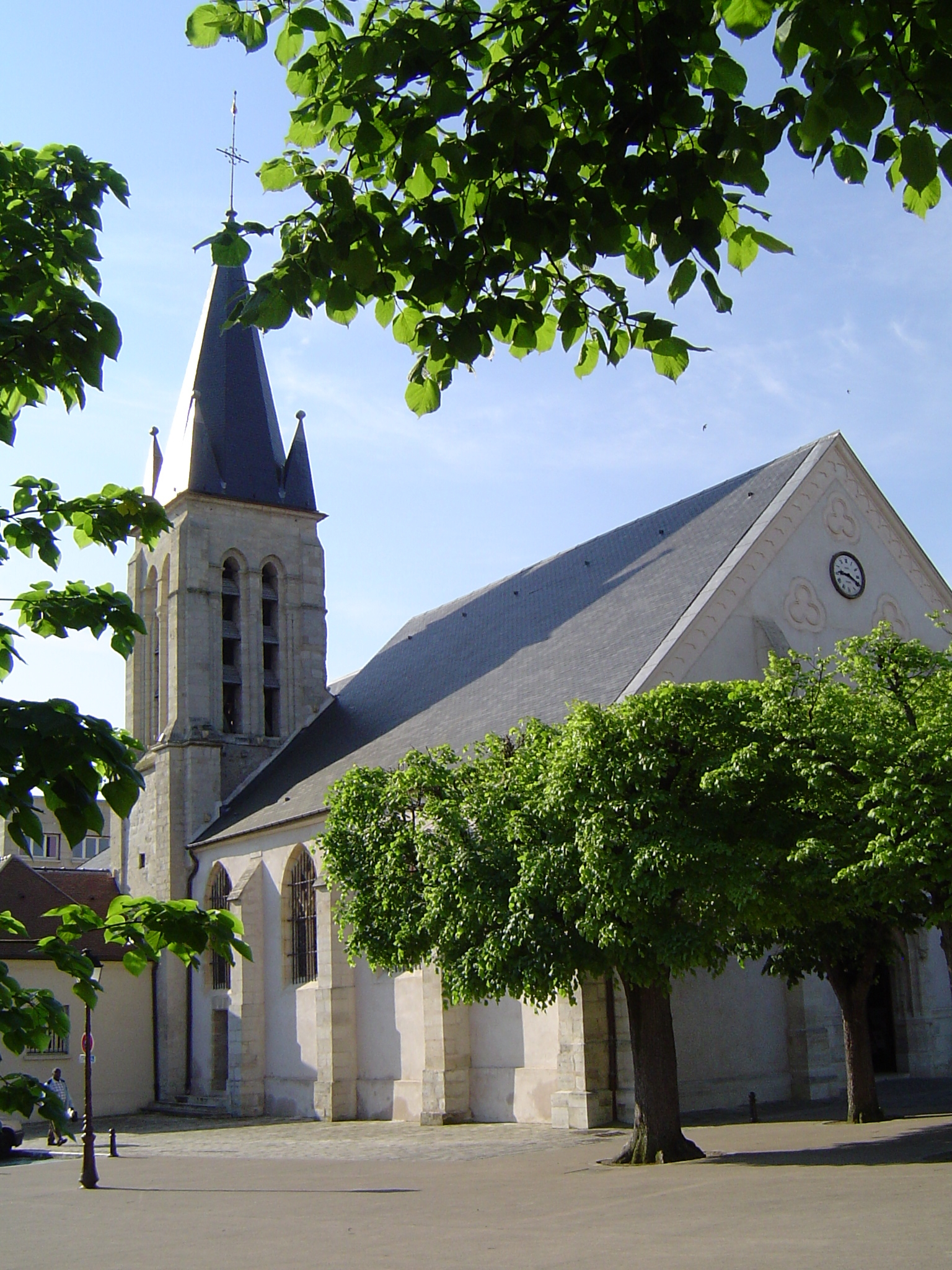
L'église Saint-Saturnin.

## Monuments

### Manufacture royale des cires

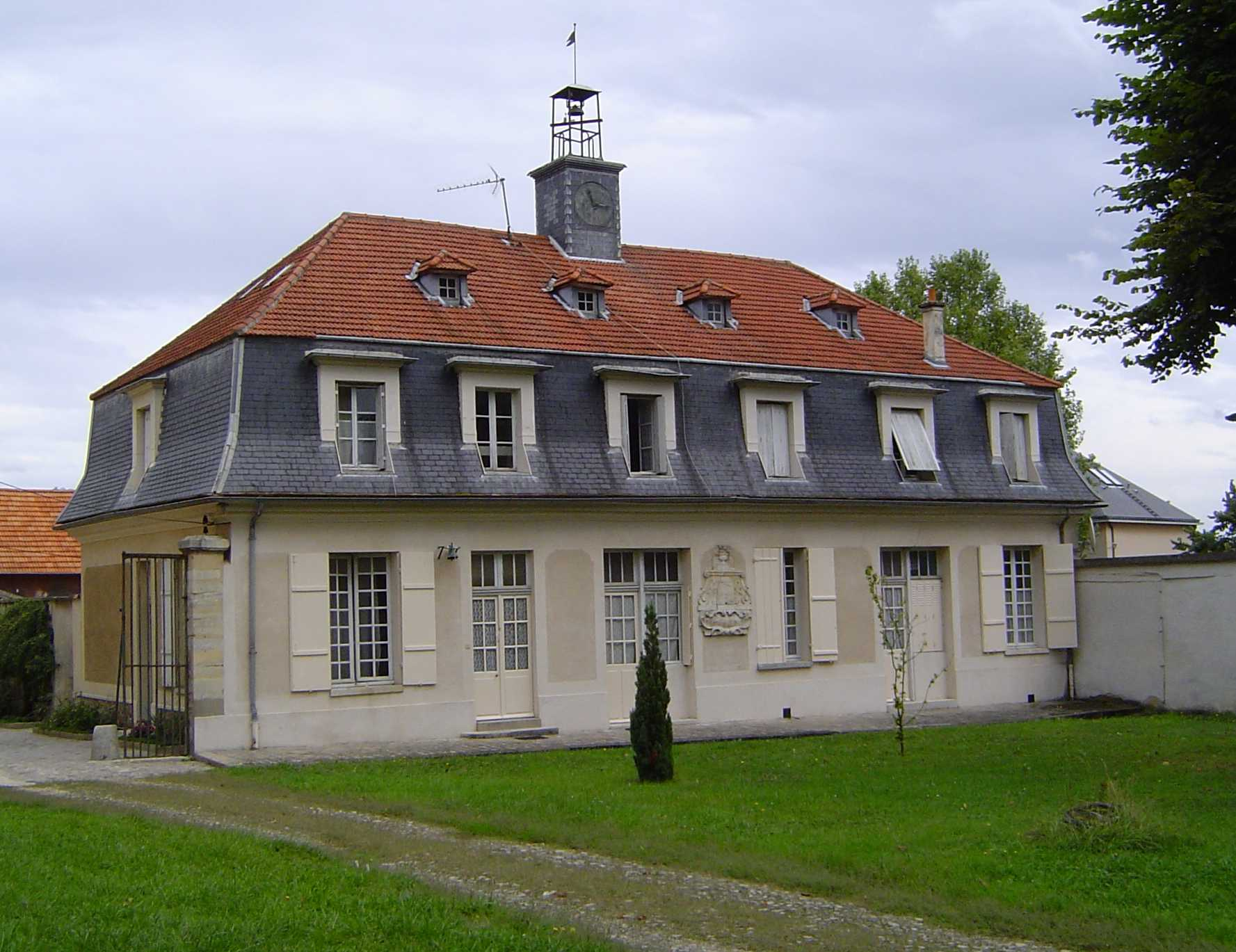
Ancienne manufacture royale de cires.

L'ancienne manufacture royale des cires (14 avenue du Bois-de-Verrières) dont le nom exact était « Manufacture d'Antony pour le blanchissage des cires & la fabrique des bougies » a été fondée en 1702 par Brice Péan-de-Saint-Gilles, elle devient manufacture royale en 1719 et sa devise était Deo, regique laborant, c'est-à-dire Elles (les abeilles) travaillent pour Dieu et pour le Roi. Dès 1730, elle est l'une des plus importantes de France. L'appellation royale ne signifie pas qu'elle appartenait au roi, mais qu'elle avait été autorisée par le roi, par lettres patentes. 

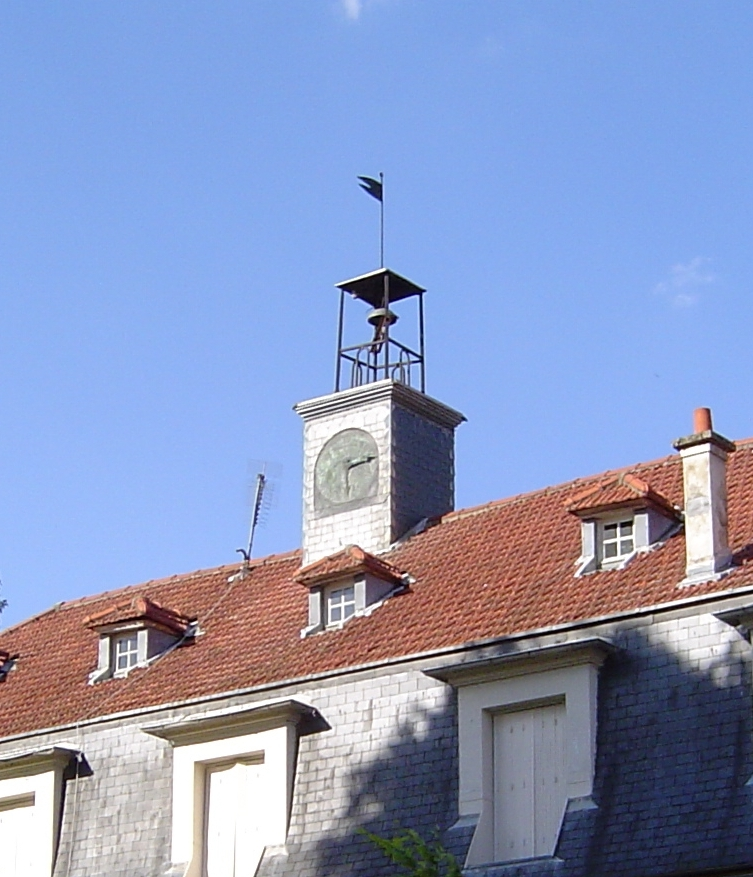
La Trudonne.

Le bâtiment d'origine a été construit en 1714, on y produisait bougies et chandelles pour la cour de Versailles et les autres châteaux de la région. En 1737, les Trudon rachètent la manufacture. Une horloge avec timbre à marteau surmonte alors le toit, on la surnomme « la Trudonne » en souvenir de Madame Trudon qui a offert cette horloge aux ouvriers de son mari. Au plus fort de sa production, une centaine d'employés y travaillaient. L'inventaire de 1756 précise que 100 000 cierges et bougies sont disponibles pour la vente, ainsi que 20 000 flambeaux. Les flambeaux sont des cadeaux très appréciés. Les nobles et les bourgeois de Paris sont des clients assidus des boutiques Trudon, à Paris et à Versailles.
La fabrication des bougies destinées à l'éclairage de la Cour demande quatre étapes : récolte de la cire dans les ruches, fusion dans les bâtiments de la fonderie, blanchiment sur le pré à l'herberie, et enfin coulage à la fabrique. L'exclusivité de la production relève de la conjonction entre la présence d'abeilles à Antony et la qualité des eaux de la Bièvre, filtrée par le gypse. L'écusson, portant ruche et abeilles, et sur lequel on peut lire la devise latine citée ci-dessus, témoigne de ce qui fut la précieuse activité de la manufacture.
La maison de maître d'origine disparaît entre 1810 et 1842 pour être remplacée par une bâtisse de style Restauration, propriété de la famille Trudon pendant plus d'un siècle. La chapelle a été construite en 1930 sur les plans de l'architecte Hardy. Cette maison de maître a été elle-même démolie en 1961 après la vente du parc, pour laisser place à un ensemble d'immeubles collectifs. 
L'un des bâtiments d'origine de la manufacture est aujourd'hui occupé par les Sœurs de Saint-Joseph de Cluny qui s'y sont installées en 1890. Dans les années 1970, les Sœurs ont fait procéder à l'électrification de la Trudonne, abandonnant le mécanisme d'origine qui nécessitait une intervention journalière pour le remontage des poids et de la sonnerie. Encore en fonctionnement, elle conserve sur le cadran de la cour intérieure, les chiffres d'origine posés en 1789. La remise en état de l'ensemble a été effectuée en avril 2007. Depuis cette date, le carillon cristallin égrène de nouveau les heures de la journée. Ces travaux de réparation ont permis de constater l'excellent état du mécanisme d'origine. Celui-ci constitue l'un des premiers mécanismes d'horlogeries d'édifices publics recensés en France. 
Ce bâtiment fait l'objet d'une inscription au titre des monuments historiques depuis le 10 avril 1929.

### Maisons de maître
En 1844, Antony compte quinze belles maisons de campagne parmi lesquelles on remarque celles de M. Persil, de M. Demonts, du baron Bouchu, etc. Ces propriétés, avec leurs parcs, formaient une ceinture de verdure autour du village.

#### Maison Saint-Jean

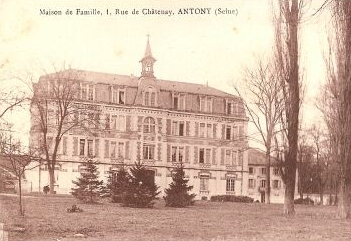
La propriété Chénier, transformée en pension de famille après l'expulsion des marianistes en 1905.

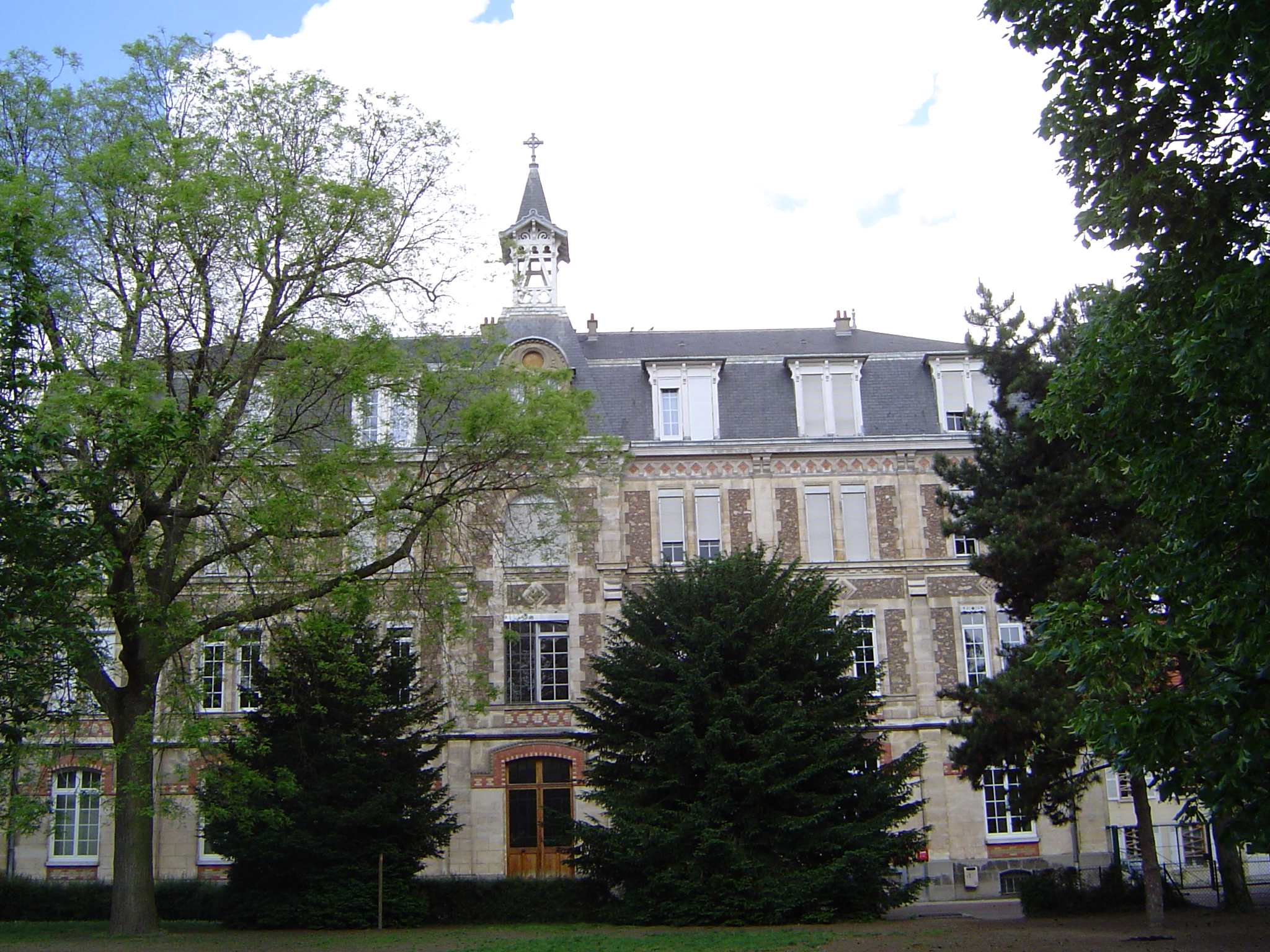
La maison Saint-Jean en 2008.

La Maison Saint-Jean, ancienne propriété Chénier dite de la Belle Levantine est un bâtiment qui a été construit par Louis-Sauveur Chénier, fils cadet de Louis Chénier, et frère d'André Chénier sur les plans de l'architecte Georges Auguste Ranchon. En 1820, cette maison est achetée par Jean-Charles Persil, ministre de Louis-Philippe, qui y meurt en 1870. Elle appartient aujourd'hui à la communauté marianiste d'Antony et se trouve intégrée dans le terrain de l'Institution Sainte-Marie d'Antony.
Cette maison de maître fait l'objet d'une inscription au titre des Monuments historiques depuis le 21 novembre 1973

#### Ancien château

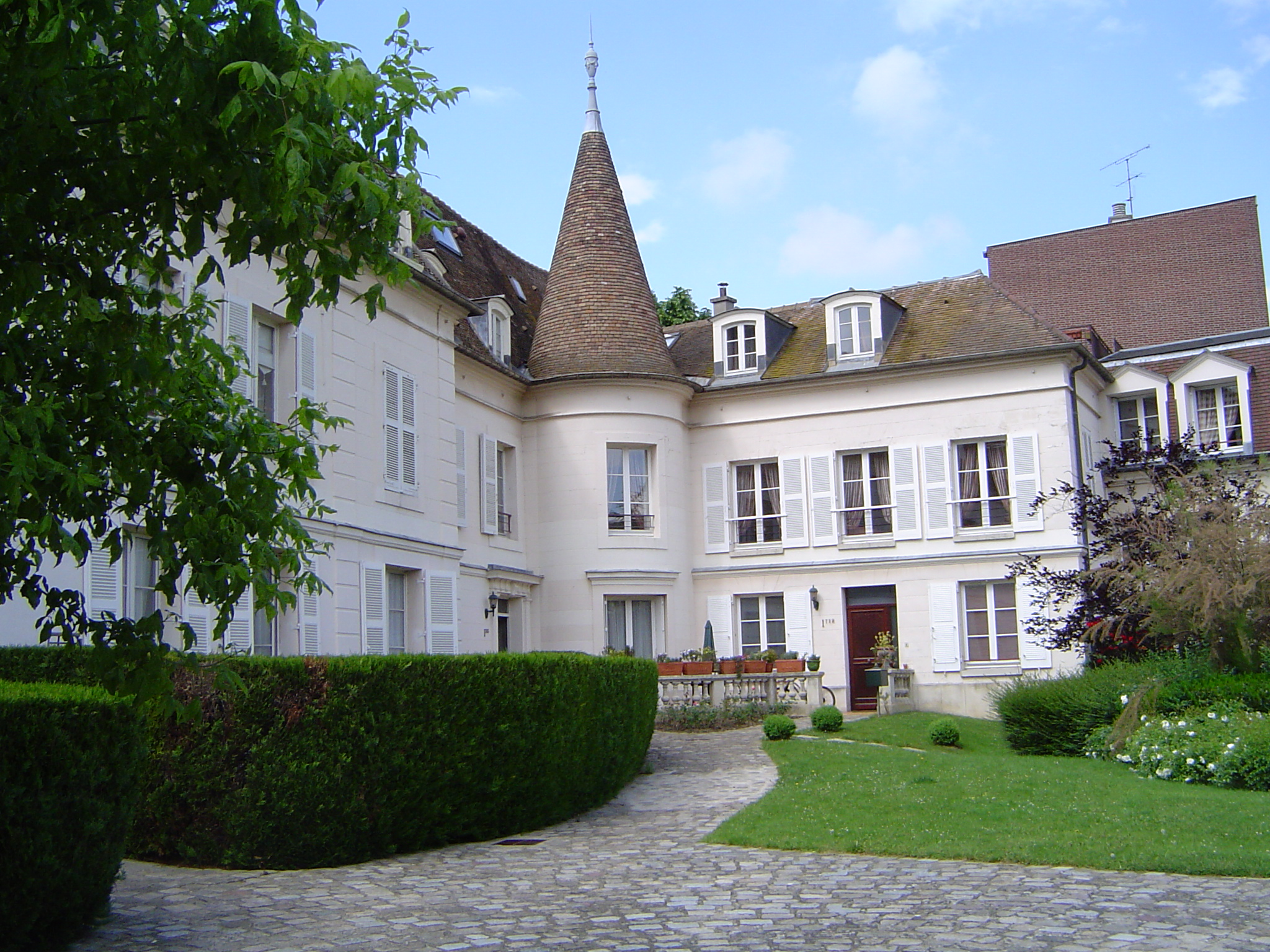
La tourelle du château.

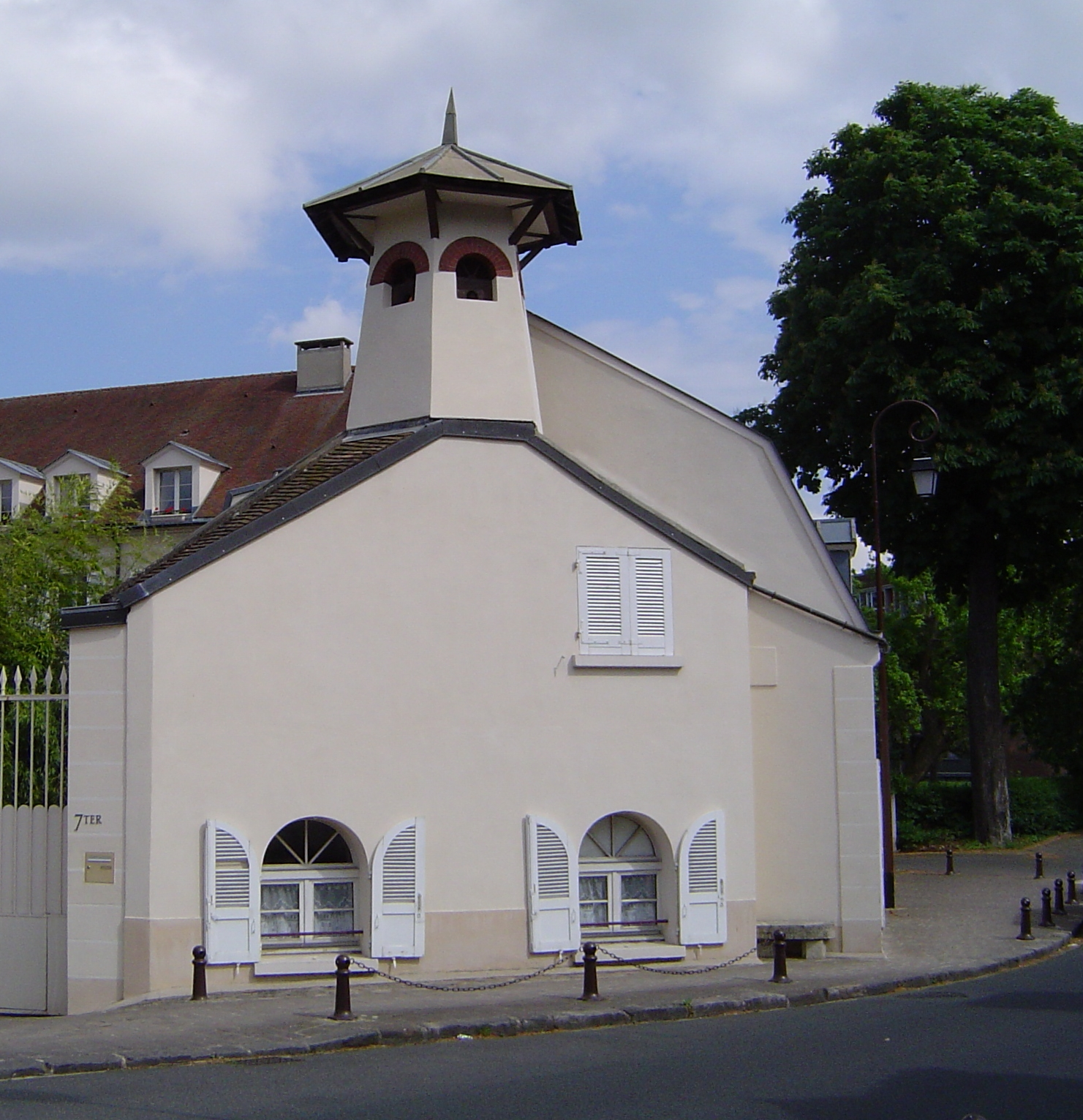
Le pigeonnier du château.

Le château d'Antony, situé 1 rue Prosper-Legouté, fut construit par Messire Isaac du Jugé, Sire de Moricq Il était conseiller d'État et président des Comptes en 1648. On connaît ensuite les noms de plusieurs propriétaires de ce château, dont le prince Ferdinand Maximilien Meriadek de Rohan, archevêque de Cambrai.
Les bâtiments, qui étaient occupés jusque dans les années 1960 par un cours privé, ont été rénovés et forment actuellement une résidence privée. L'aile de la tourelle, la partie la plus ancienne, date de la première moitié du XVIIe siècle. Cette partie a été agrandie par la construction du bâtiment principal au XVIIIe siècle. Les communs sont surmontés d'un pigeonnier, également du XVIIIe siècle. Ce pigeonnier abritait autrefois les nichées de pigeons, droit seigneurial. Dans la seconde moitié du XIXe siècle, le château a été acheté par M. Michalon qui était carrossier au faubourg Saint-Germain à Paris. M. Michalon crée un grand parc paysager. En 1859, il fait bâtir une fontaine surmontée d'un réservoir à l'emplacement du regard, créé par le sieur de Moricq qui avait reçu, le 16 octobre 1634, l'autorisation de faire descendre l'eau de la fontaine Mouton jusqu'à sa maison. Ce réservoir, connu sous le nom de « Fontaine Michalon » contenait 11 780 litres d'eau et débitait 11 litres et demi en deux minutes. Il a été démoli en avril 1929 mais le nom est resté, associé à une station de RER.

#### Propriété de François Molé

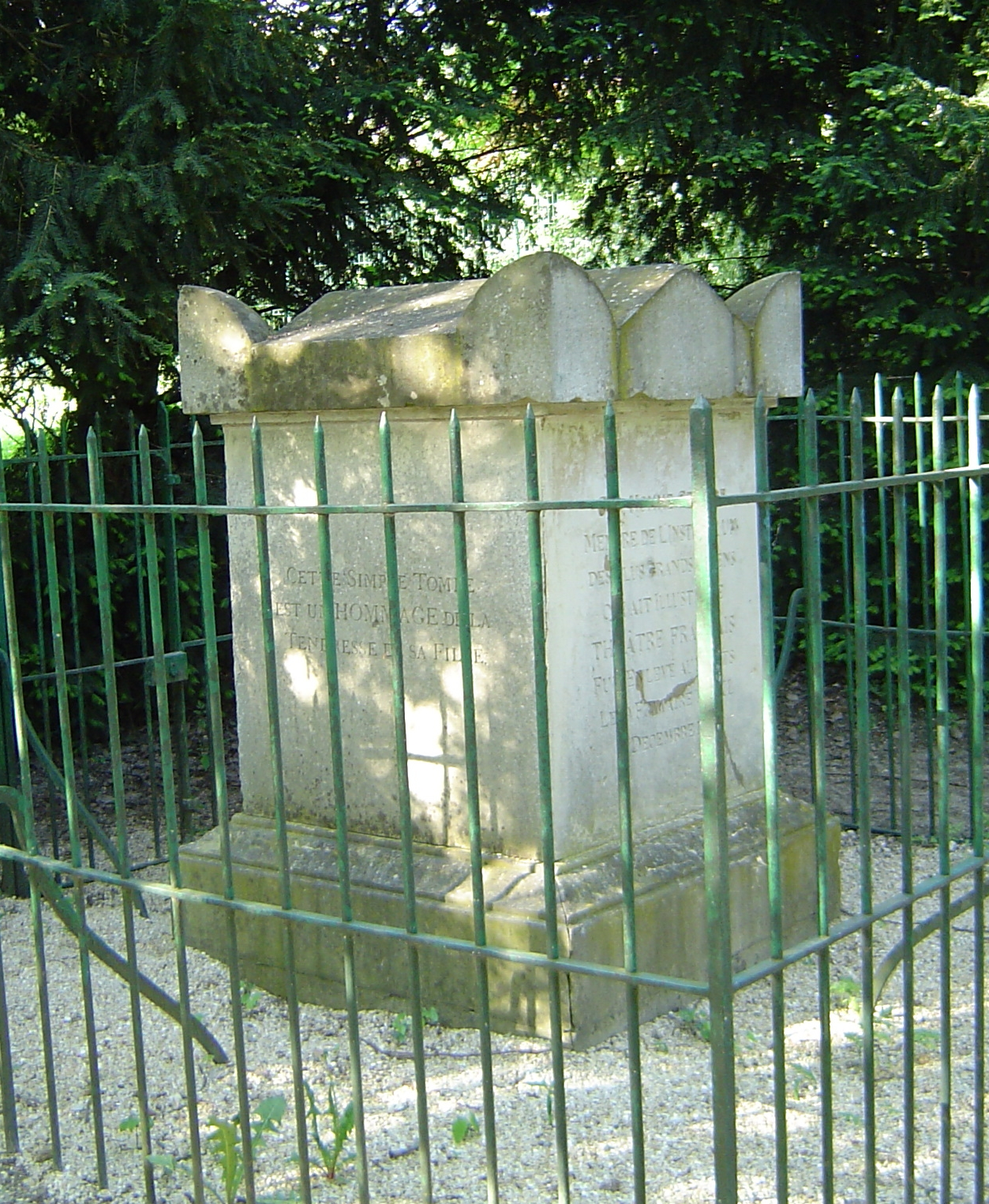
Tombeau de François Molé.

La maison de François-René Molé que l'on voit sur le plan de 1753 était située 1 rue des Sources. Il n'en subsiste aujourd'hui que la demi-lune de l'entrée, ainsi que les communs constitués par les écuries construites dans la seconde moitié du XVIIIe siècle. Le bâtiment principal a été démoli vers 1815 pour être remplacé par le château Saran, dans le parc aujourd'hui nommé parc Heller.

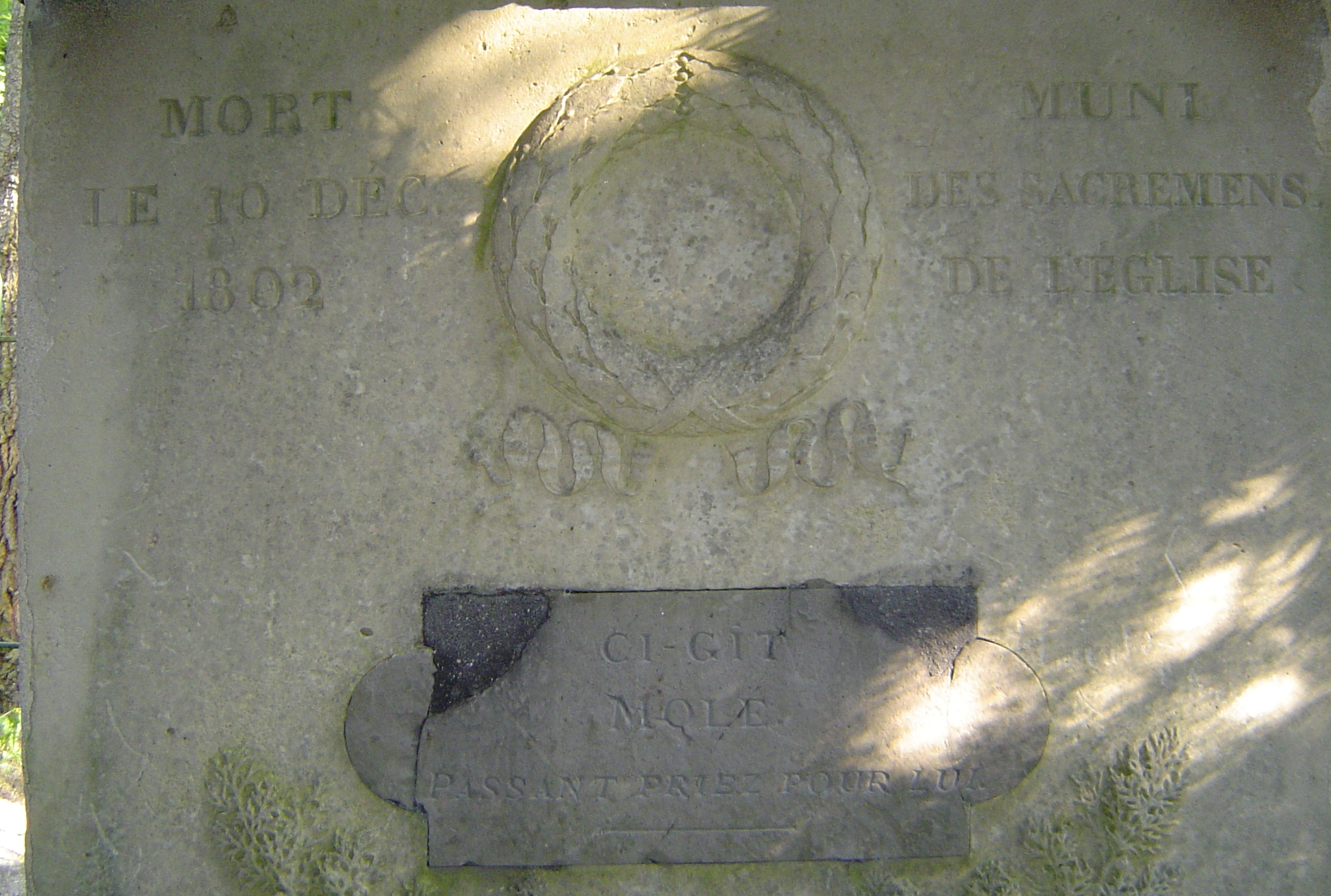
Tombeau de François Molé (détail).

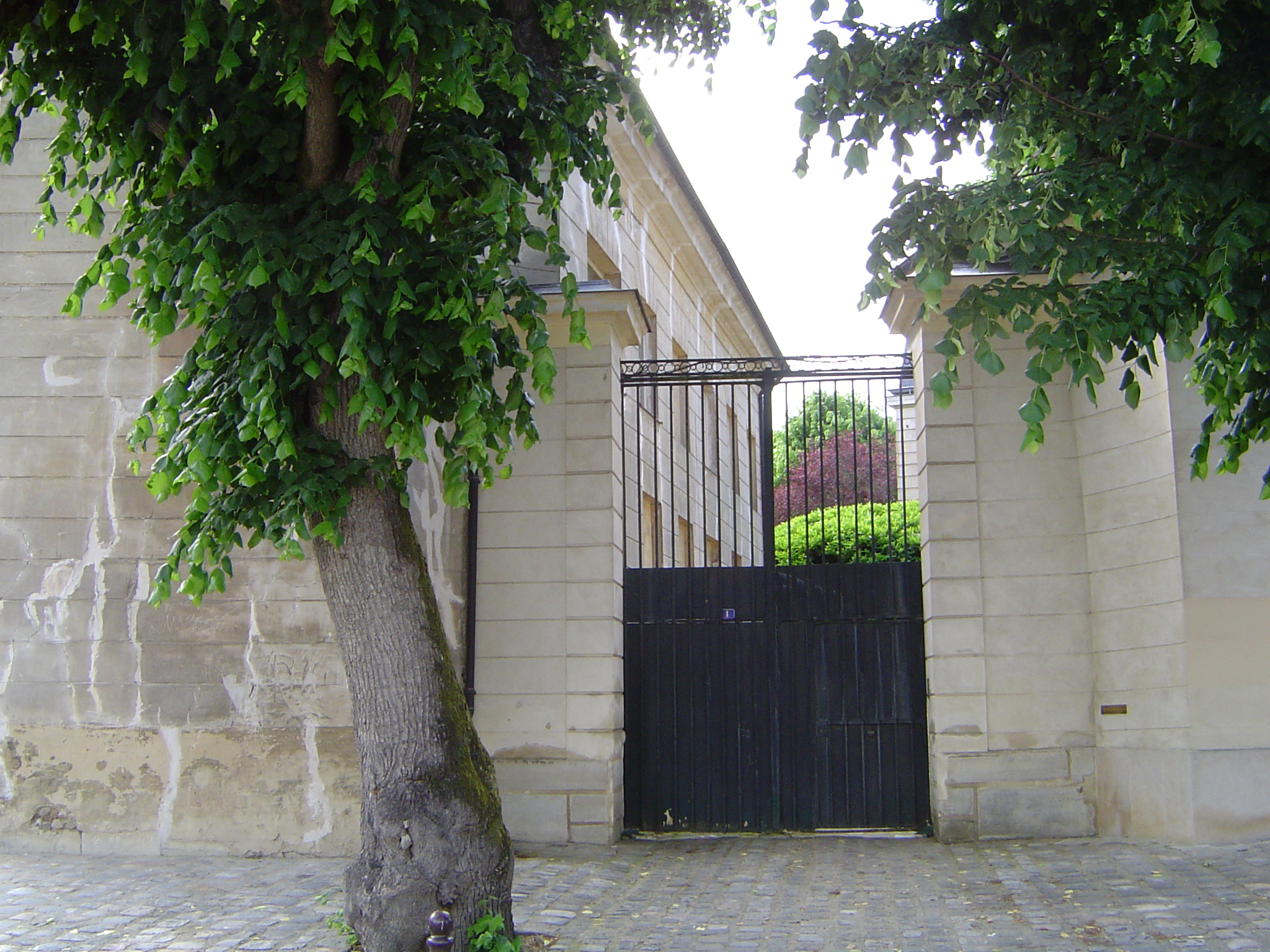
Entrée de la propriété de François Molé.

François Molé avait coutume d'affirmer que, tout comédien qu'il fût et par principe excommunié, il serait porté au Paradis après sa mort. Il en fut ainsi fait, son tombeau étant érigé qu fond du parc de sa propriété au lieu-dit « Le Paradis ». Il y fut inhumé de nuit, mais muni des sacrements de l'Église, grâce à la dévotion de sa fille et à l'amitié de l'abbé Chaisneau, curé d'Antony. Sa fille lui fit ensuite élever un tombeau dans le parc de sa demeure. Ce tombeau, de grandes dimensions (1,30 m de côté, 1,80 m de hauteur) est classé à l'inventaire. Ce parc a été loti en partie depuis, mais le tombeau est toujours visible.
Les communs de la maison de François Molé font l'objet d'une inscription au titre des Monuments historiques depuis le 24 mai 1974

#### Propriété Bourdeau
La propriété Bourdeau est située dans le parc Bourdeau, 20 rue Velpeau et classée à l'inventaire. Après avoir abrité la bibliothèque municipale, ce bâtiment est aujourd'hui occupé par la Maison des Arts d'Antony.

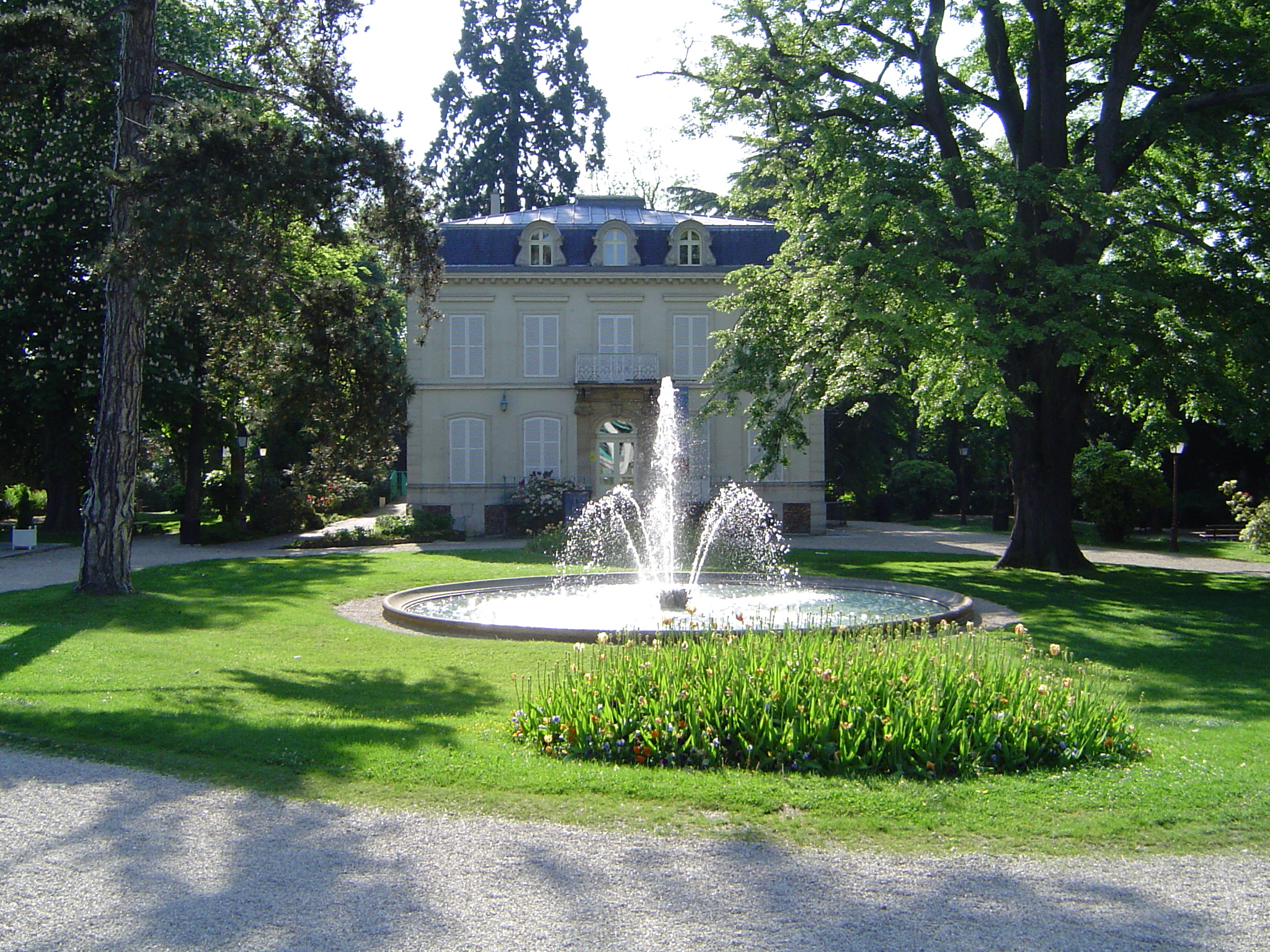
Le parc Bourdeau.

#### Folie du marquis de Castries

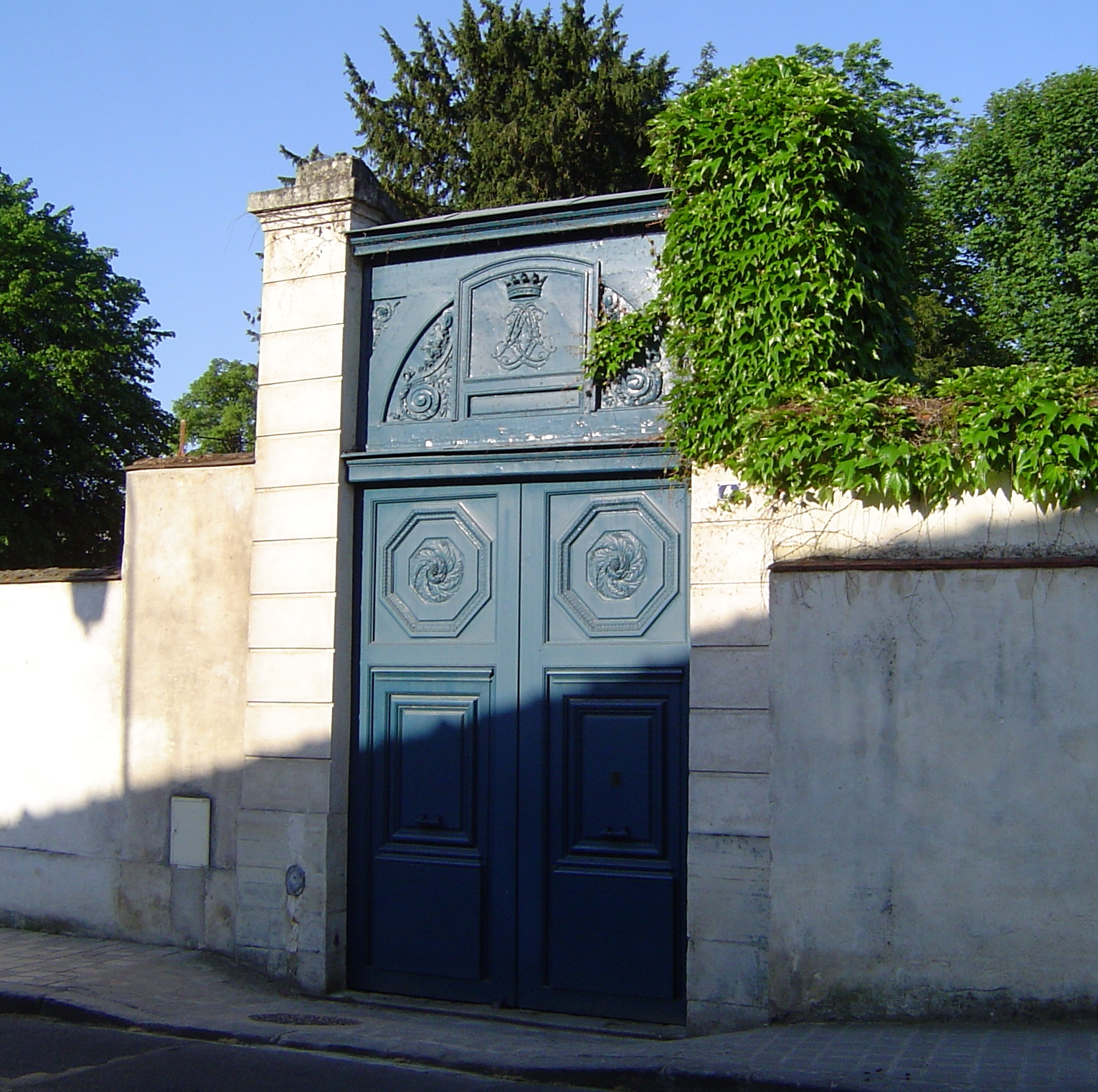
La porte d'entrée.

Cette folie, située 4 rue Prosper-Legouté, a été construite au XVIIIe siècle. Il s'agit en fait d'un bâtiment qui dépendait d'une propriété (le Château peut-être) à l'intérieur de ce qu'est aujourd'hui le parc Heller. Ce bâtiment servait de salle de billard l'été et d'orangerie en hiver. De 1772 à 1782, l’ensemble de la propriété appartient à Charles Eugène Gabriel de La Croix de Castries (1727-1801), lieutenant général de cavalerie durant la guerre de Sept ans et ministre de la Marine en 1780. Le domaine est saisi comme bien national puis détruit en 1815. Il n’en demeure que ce bâtiment. Les dimensions du portail d’entrée sont impressionnantes. Ce portail est surmonté d’une couronne et des initiales (A, L, C) qui seraient les prénoms des enfants du marquis : Armand et Adélaïde de La croix de Castries.
La Folie fut de 1938 à 1964 la résidence du peintre et graveur suisse Robert Wehrlin (1903-1964).
Le portail sur rue fait l'objet d'une inscription au titre des Monuments historiques depuis le 7 août 1974

#### Château Saran

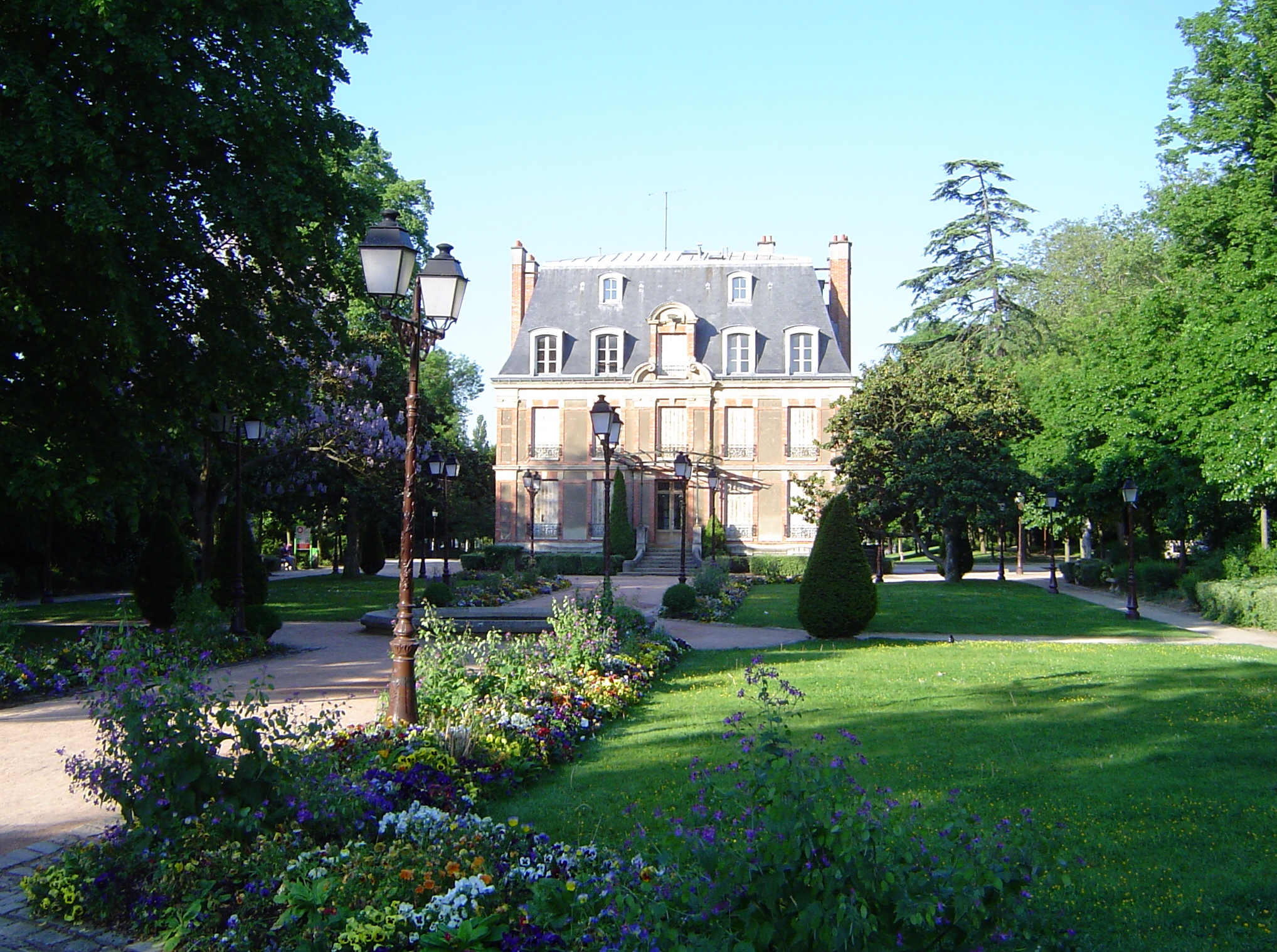
Le château Saran dans le parc Heller.

Le château Saran a été construit vers 1880 à l'emplacement de la Folie du marquis de Castries. Il est situé aujourd'hui au sein du parc Heller, classé à l'inventaire. Acheté par la ville le 9 juin 1938, après avoir abrité la bibliothèque, il fut de 1977 à 1996 le siège du conservatoire municipal de musique Darius Milhaud.

#### Propriété des Dames de Saint-Raphël

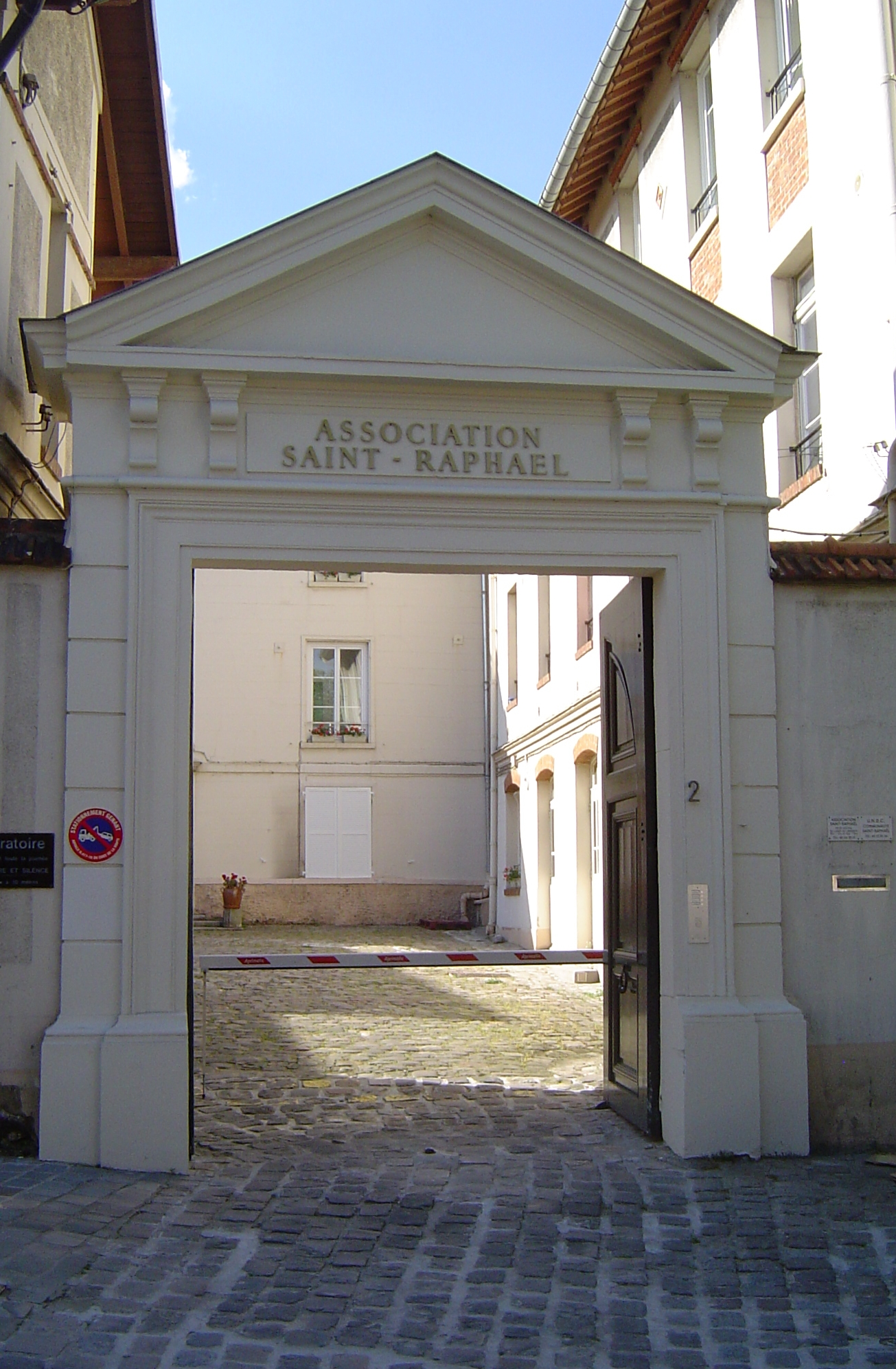
Le porche d'entrée XVIIIe siècle.

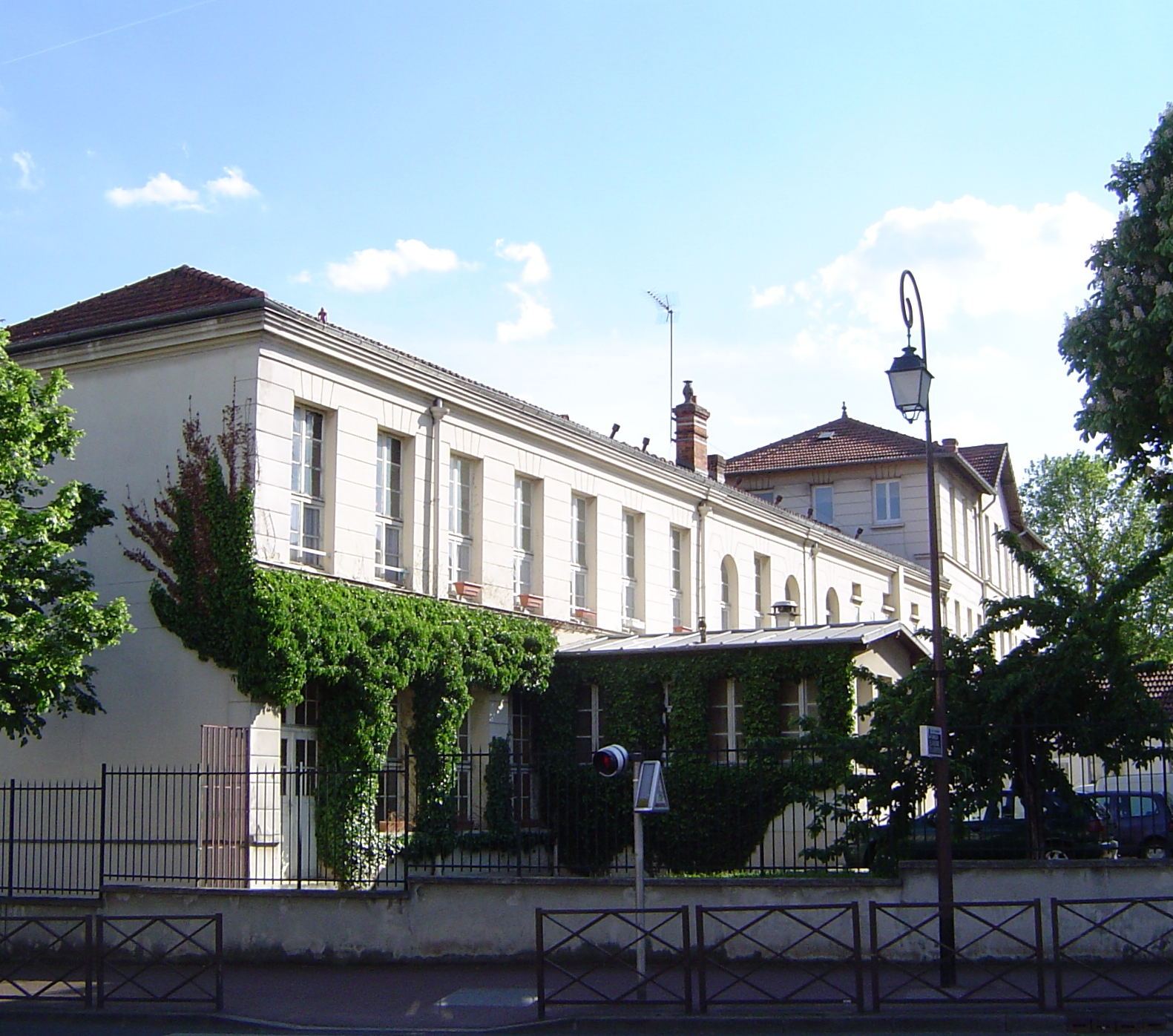
Le bâtiment principal.

La propriété des Dames de Saint-Raphaël, située 2 place du Carrousel, se trouve déjà sur les plans de 1751. Le domaine a été agrandi de deux autres propriétés mitoyennes entre 1751 et 1788. Les façades et le portail datent sans doute de la fin XVIIIe siècle. Les bâtiments sont groupés autour d’une cour carrée. En 1892, la demeure abrite quelques mois l’écrivain Léon Bloy qui y achève la rédaction de son livre Le Salut par les Juifs. Les dames de Saint Raphaël achètent cette propriété en 1895. Elles font construire le bâtiment du corps d'entrée et l'aile nord des bâtiments sur la cour de la maison de maître. Parallèlement elles font construire, en retrait de l'avenue du Bois-de-Verrières, un vaste bâtiment destiné à accueillir des mères en difficulté.

### Monuments religieux

#### Église Saint-Saturnin

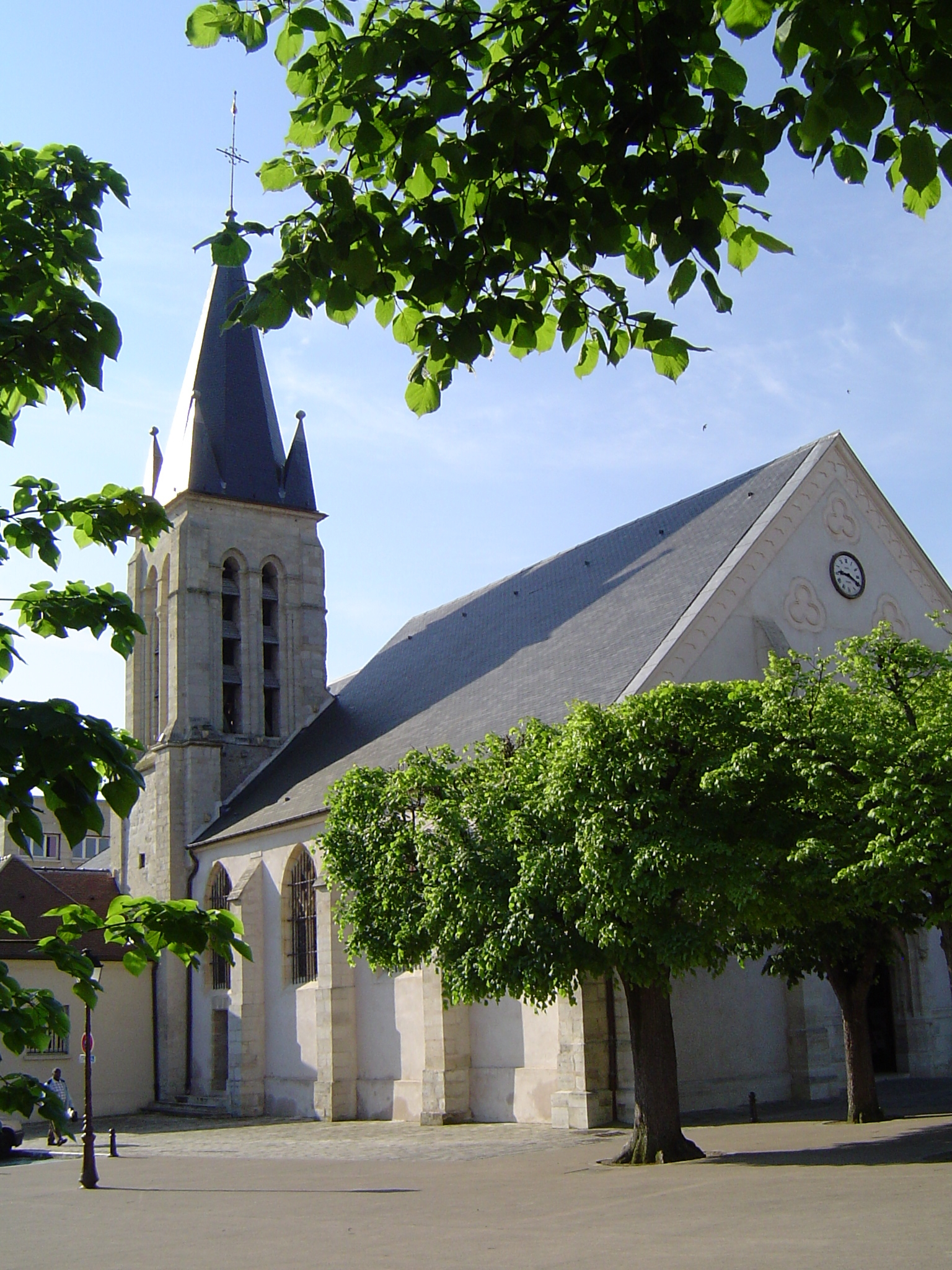
Église Saint-Saturnin.

L'Église Saint-Saturnin fait l'objet d'un classement au titre des monuments historiques depuis le 19 octobre 1928 compte tenu de son intérêt historique et architectural : chœur de la fin du XIIe siècle, clocher du XIVe, nef du XVe siècle, chapelle sud moderne. Beaux vitraux de la fin du XIXe siècle, début du XXe siècle. Le beffroi soutient quatre cloches dont la plus ancienne, Charlotte-Geneviève, date de 1730. Ce monument a été l'objet d'importants travaux de rénovation ces dernières années. Le presbytère, sur la place de l'église, a été restauré en 1989.
Cette église fait l'objet d'une inscription au titre des Monuments historiques depuis le 19 octobre 1928

#### Chapelle «Sainte-Marie Mère de l'Église» de l'Institution Sainte-Marie d'Antony
Construite en 1968 (Georges Dengler et Zunz, architectes), cette chapelle dispose notamment d'une très belle et très grande paroi ajourée en briques, œuvre du maître-verrier Henri Martin-Granel et d'une grande fresque de céramique de 41 m2, œuvre de Jacqueline Bechet-Ferber.

#### Autres monuments religieux
Liste non exhaustive de monuments religieux présents dans la ville :
- Église Sainte-Jeanne-de-Chantal : le bâtiment provient de l'exposition coloniale de 1931. Pour ne pas la confondre avec l'église Sainte-Jeanne-de-Chantal située à Paris, on a ajouté le qualificatif « hors-les-murs » pour préciser qu'elle n'était pas dans les murs de Paris.
- Église Saint-Jean-Porte-Latine : construite de 1964 à 1967, sur les plans des architectes Pierre Pinsard et Hugo Vollmar. L'église a été consacrée au culte catholique le 21 mai 1967. Elle est dédiée à saint Jean-Porte-Latine, patron de l'industrie du livre. Le « signal urbain », surmonté d'une croix géante, a été inauguré le 6 janvier 2002.
- Église Saint-François d'Assise : Elle fut construite, durant l'année 1972, sous la direction de l'architecte Paul Henry.
- Église Saint-Maxime : Elle fut construite de 1978 à 1980, sous la direction de l'architecte Paul Henry. L'église a été consacrée au culte catholique le 16 novembre 1980.
- Église Sainte-Odile : Elle fut construite en 1933, sous la direction de l'architecte Charles Venner dans le cadre de l'Œuvre des Chantiers du Cardinal[27].
- Église évangélique baptiste : Elle a été entièrement reconstruite. Son inauguration eut lieu en mars 2001. Celle-ci est dotée d'une architecture moderne comportant d'importants vitraux.

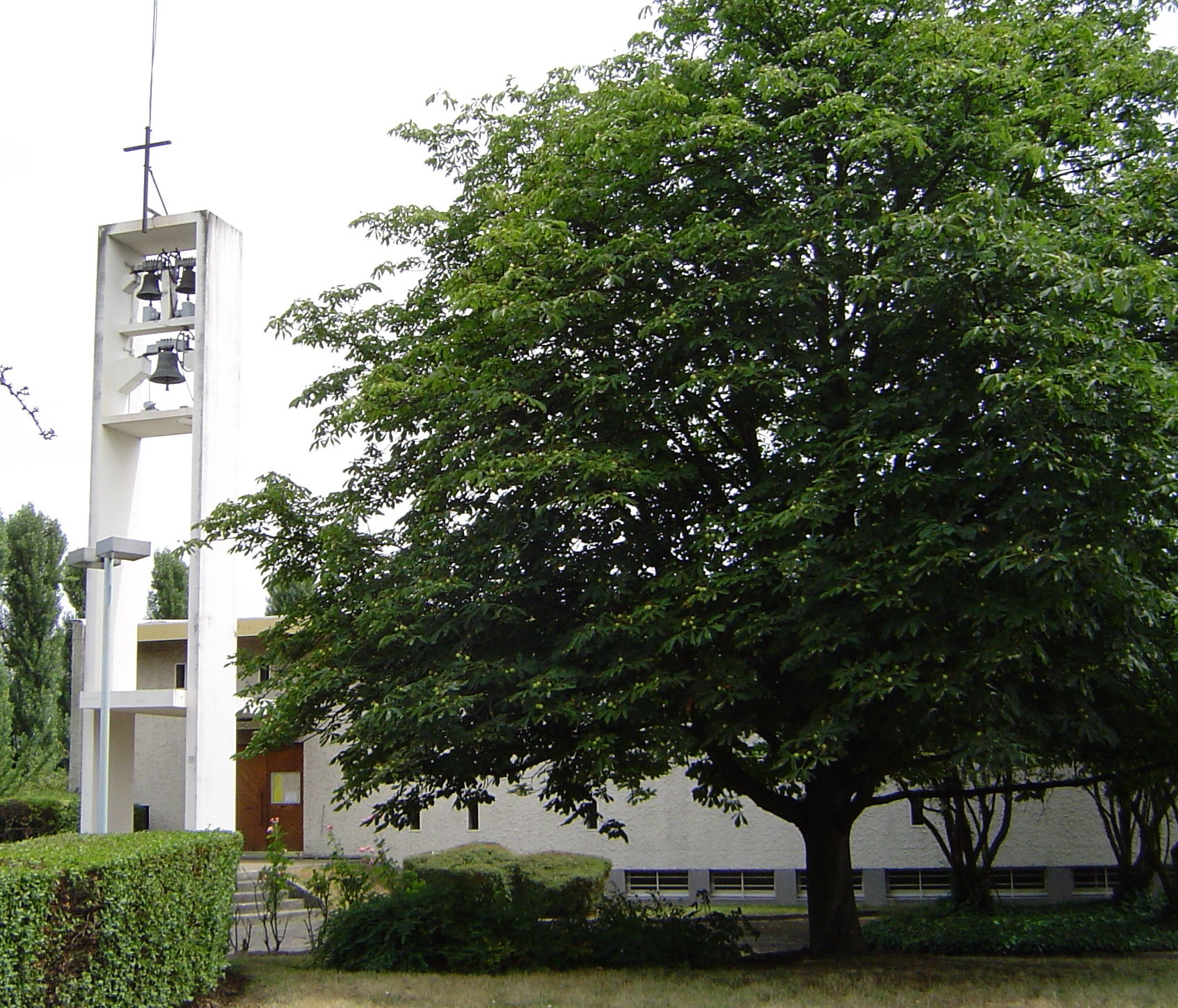
église Saint-François
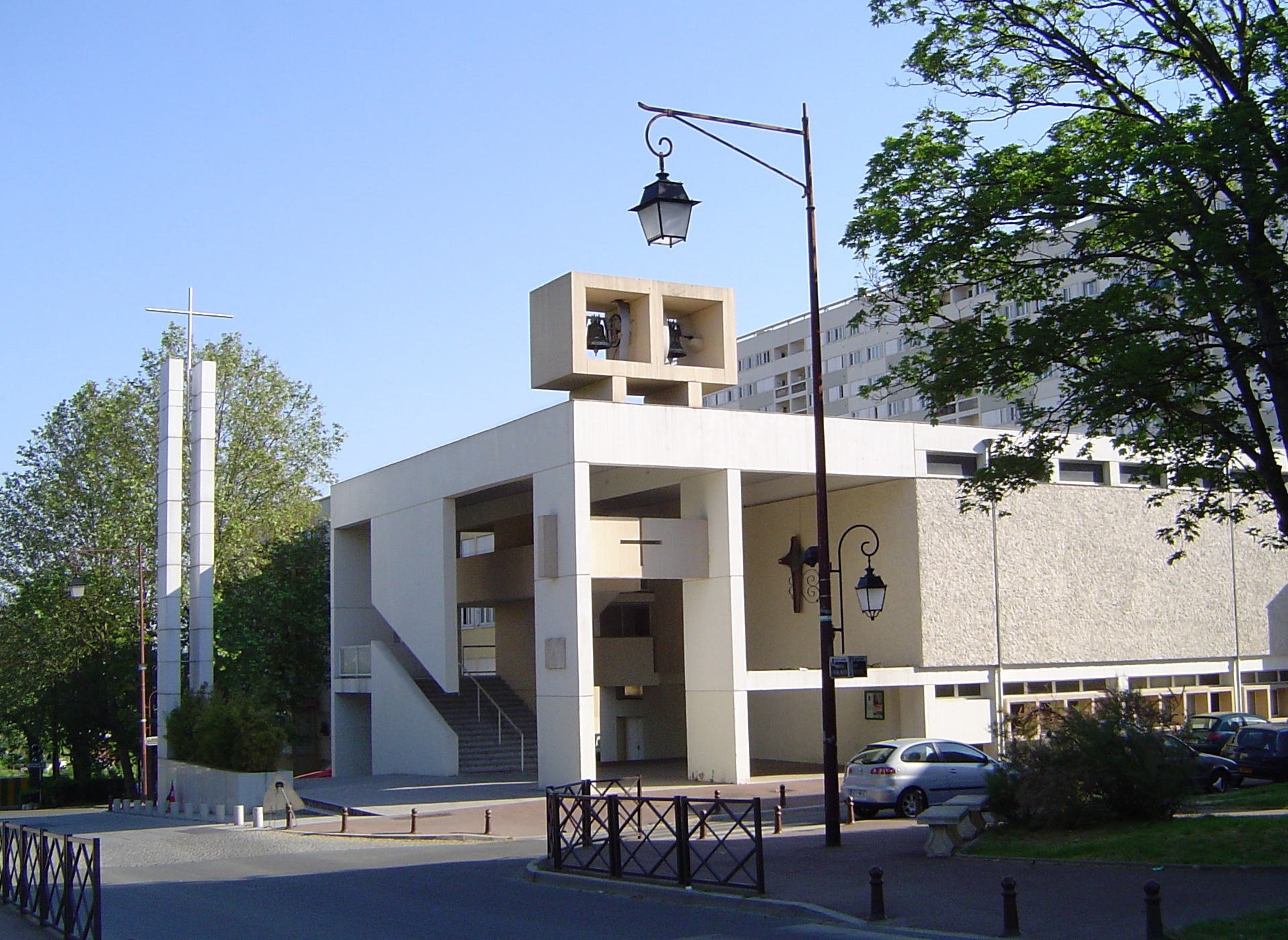
église Saint-Jean-Porte-Latine
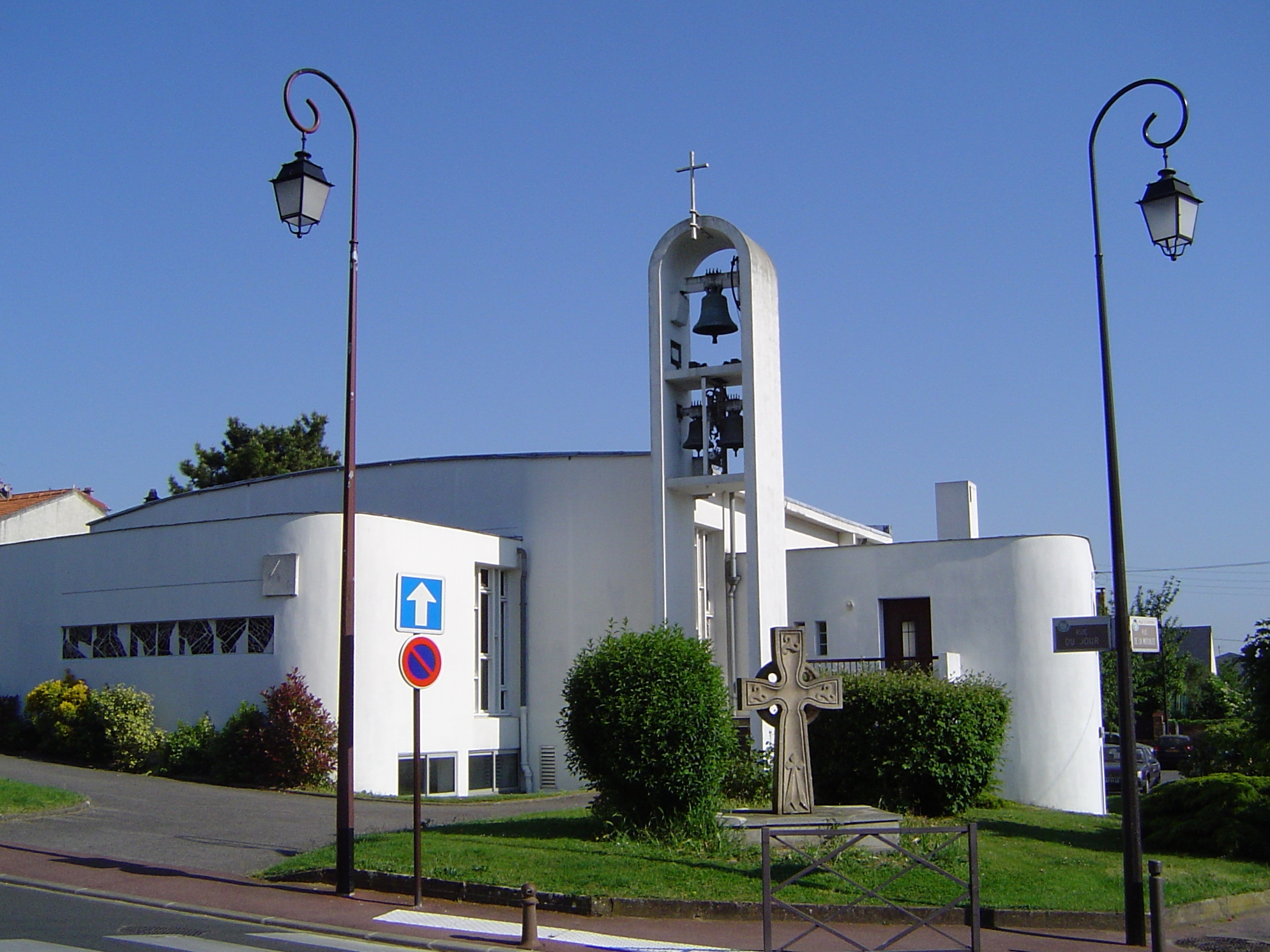
église Saint-Maxime
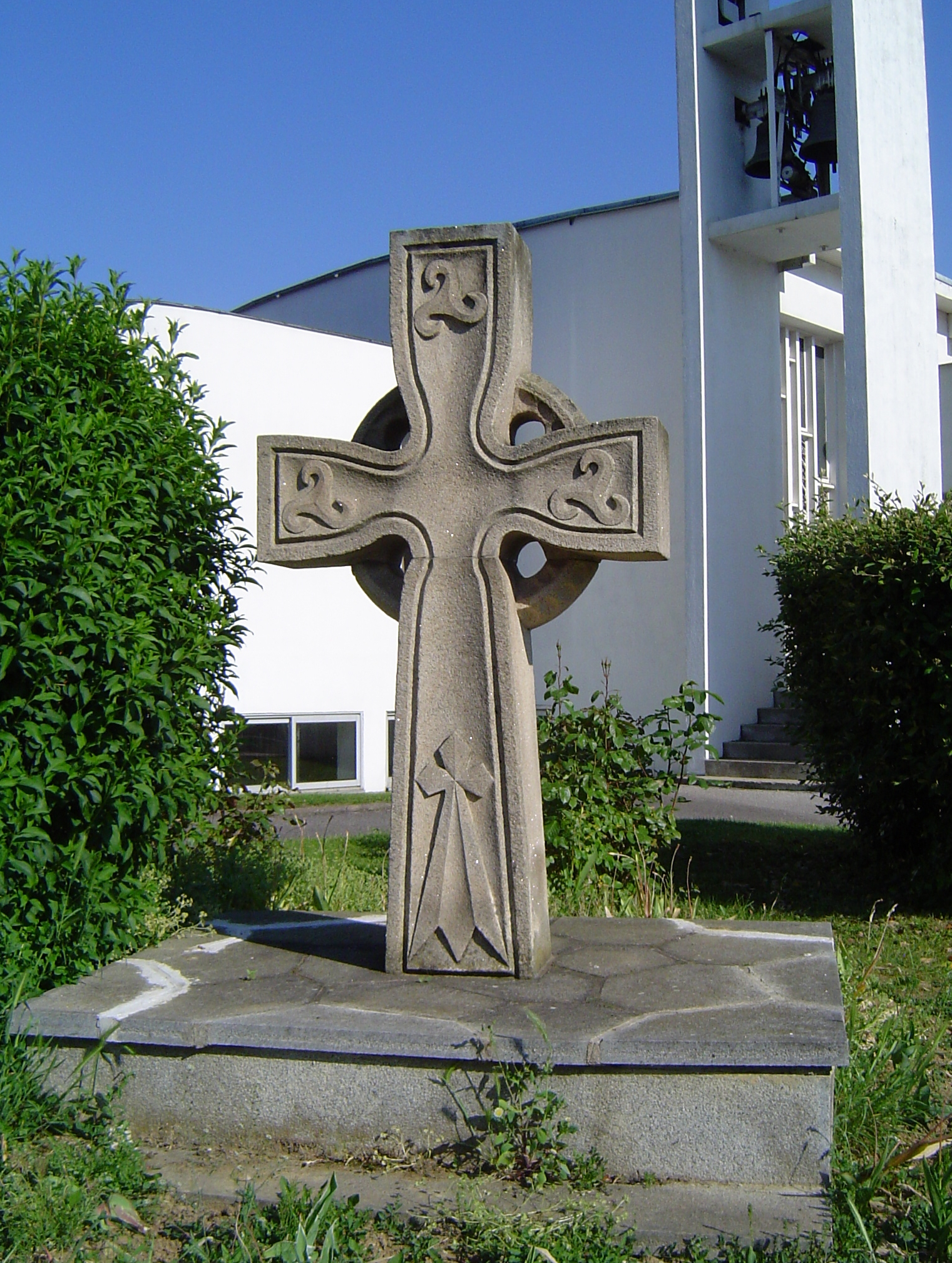
Croix celtique portant une hermine bretonne et trois Triskèles devant Saint-Maxime
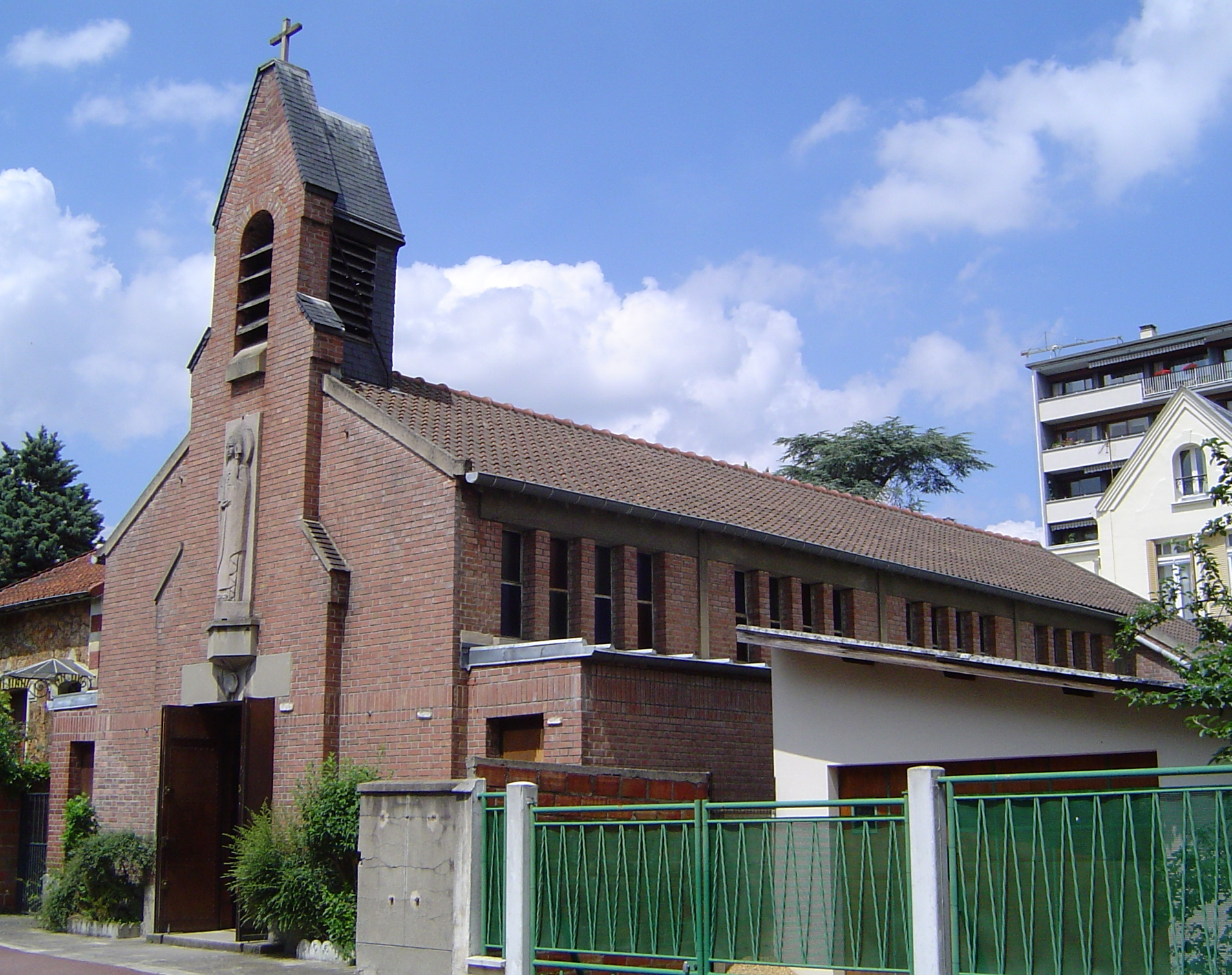
église Sainte-Odile
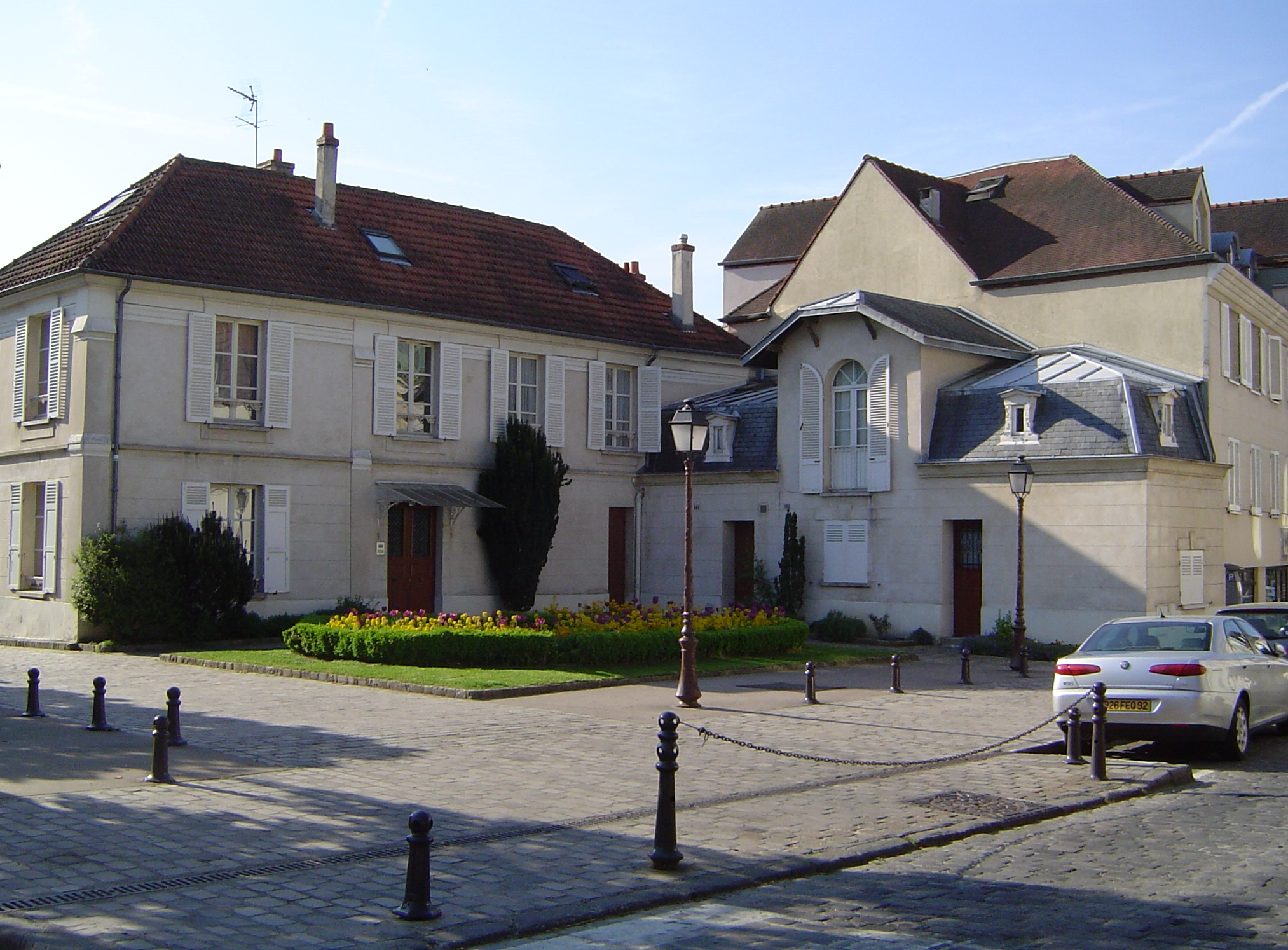
Le presbytère de Saint-Saturnin
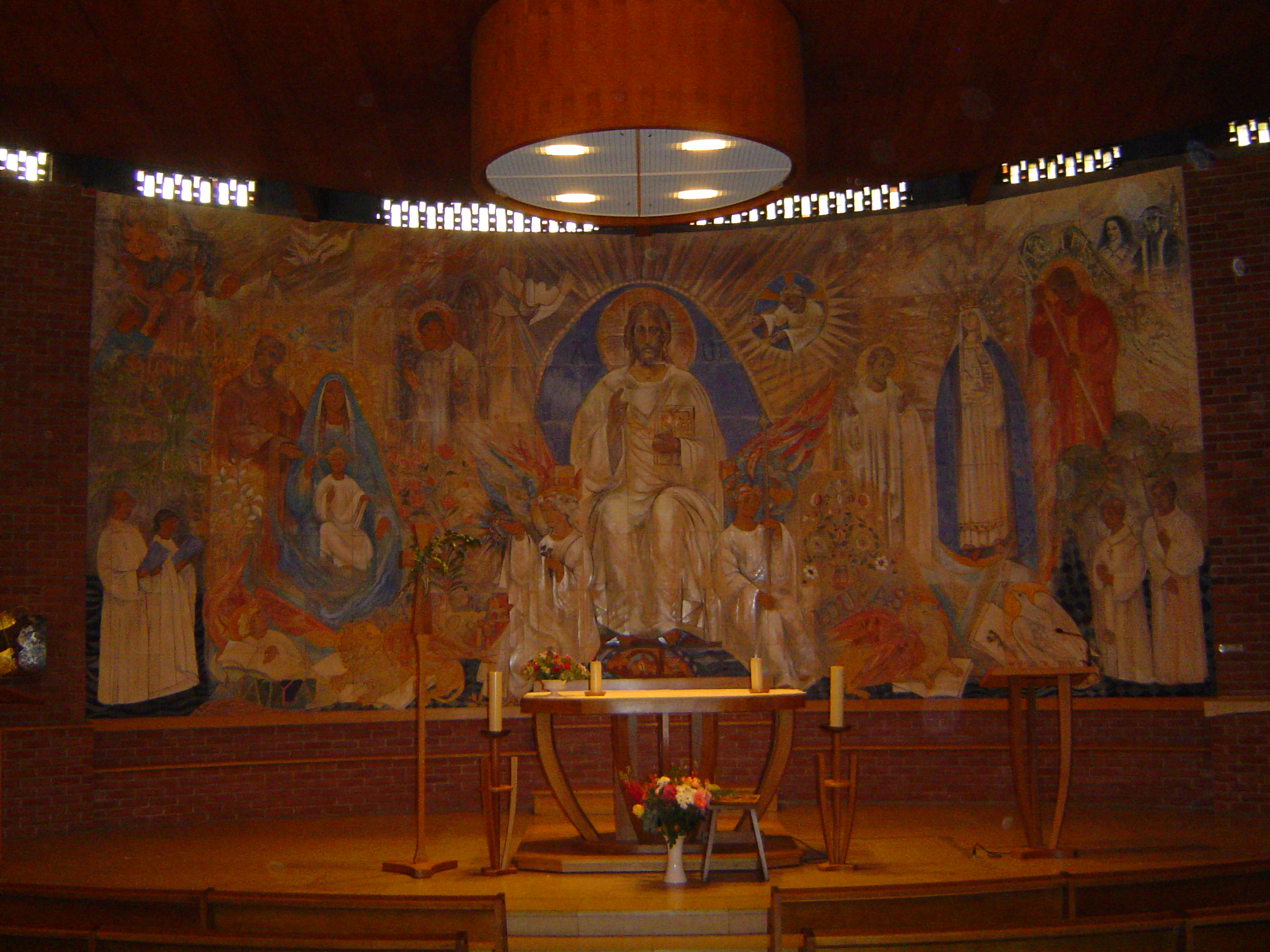
La fresque de céramique de la chapelle de Sainte-Marie, œuvre de Jacqueline Bechet-Ferber
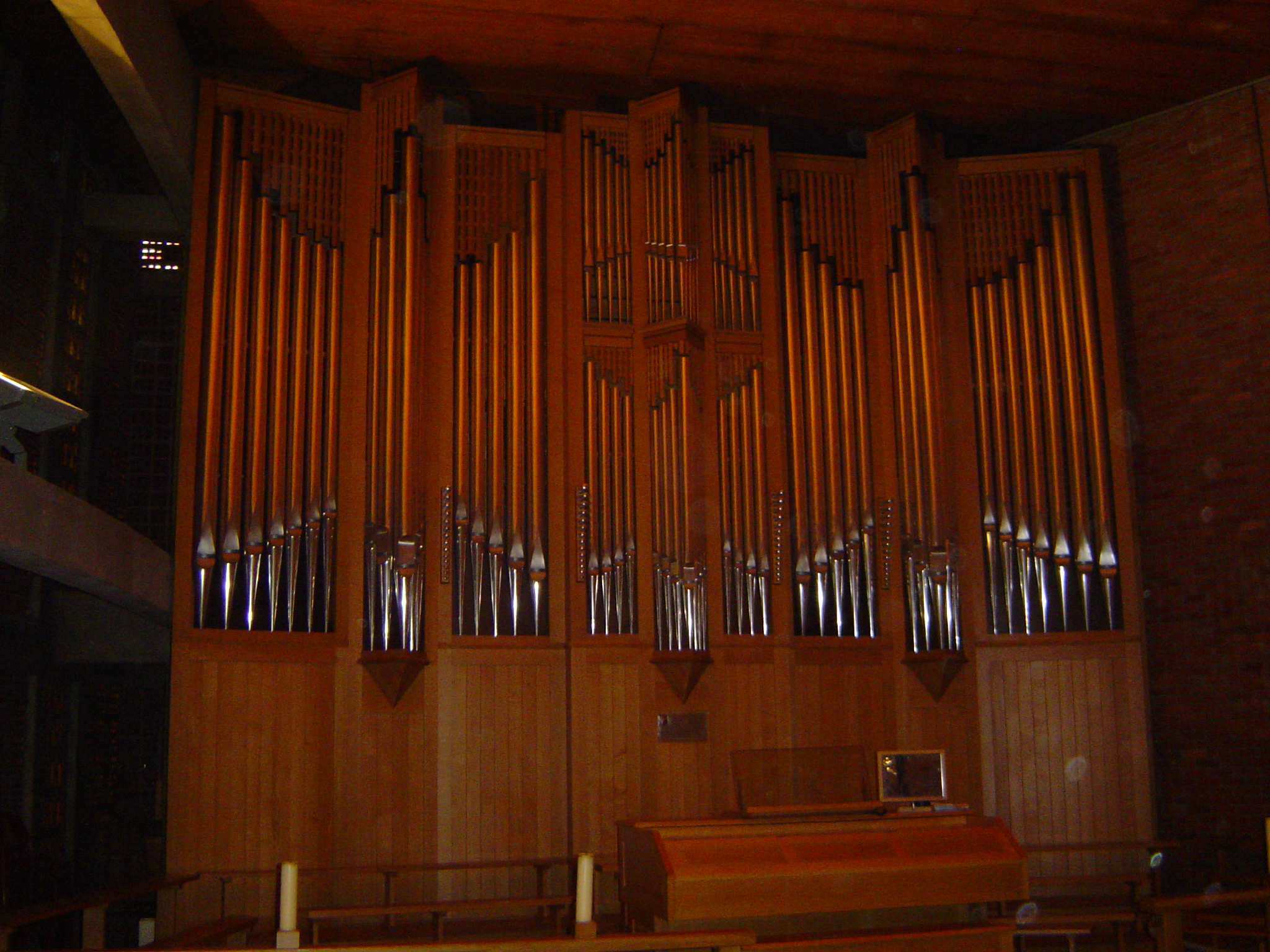
L'orgue de la chapelle de Sainte-Marie
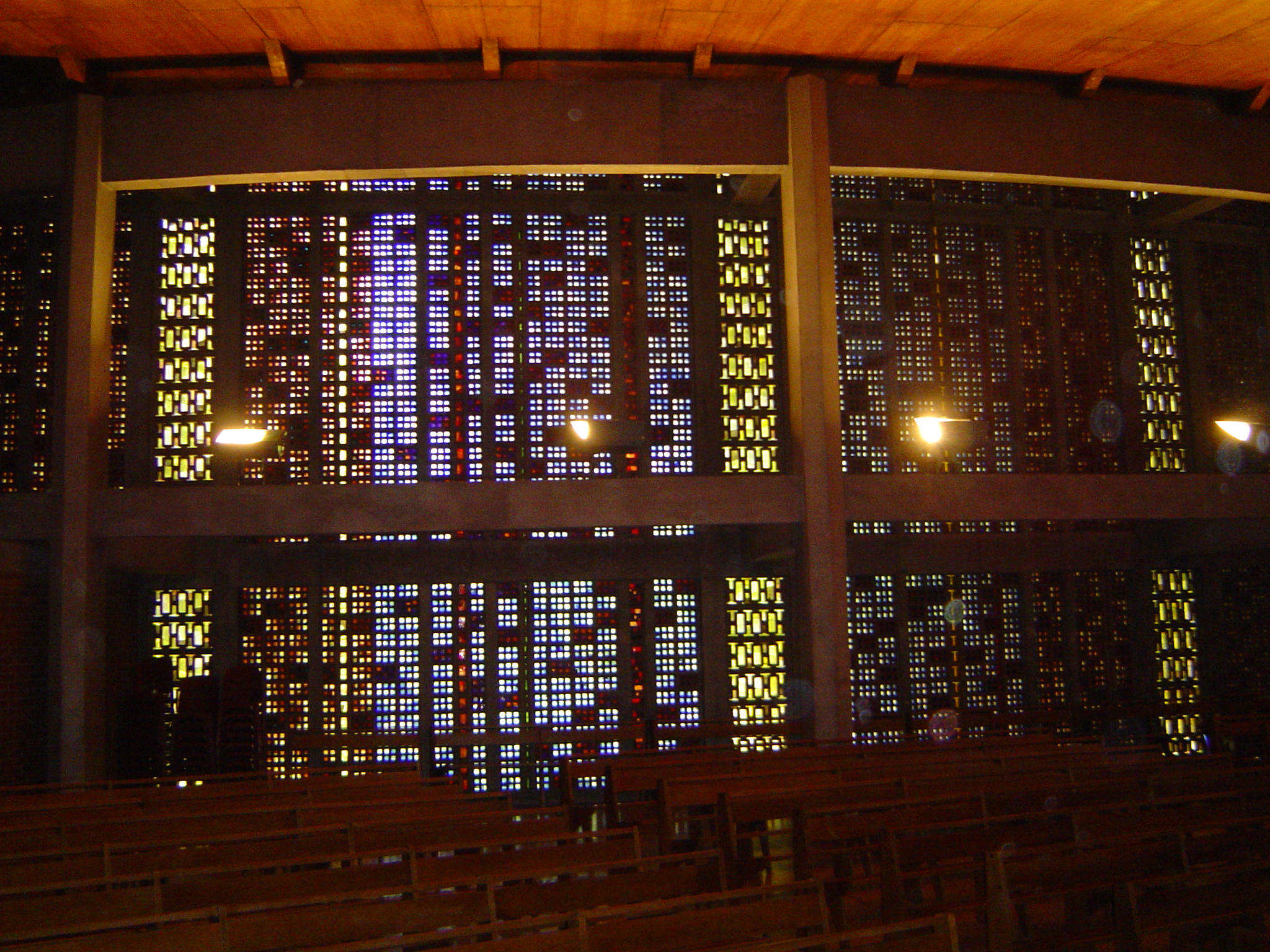
La paroi de verre de la chapelle de Sainte-Marie

### Autres

#### Fontaine de la ruelle à Riou

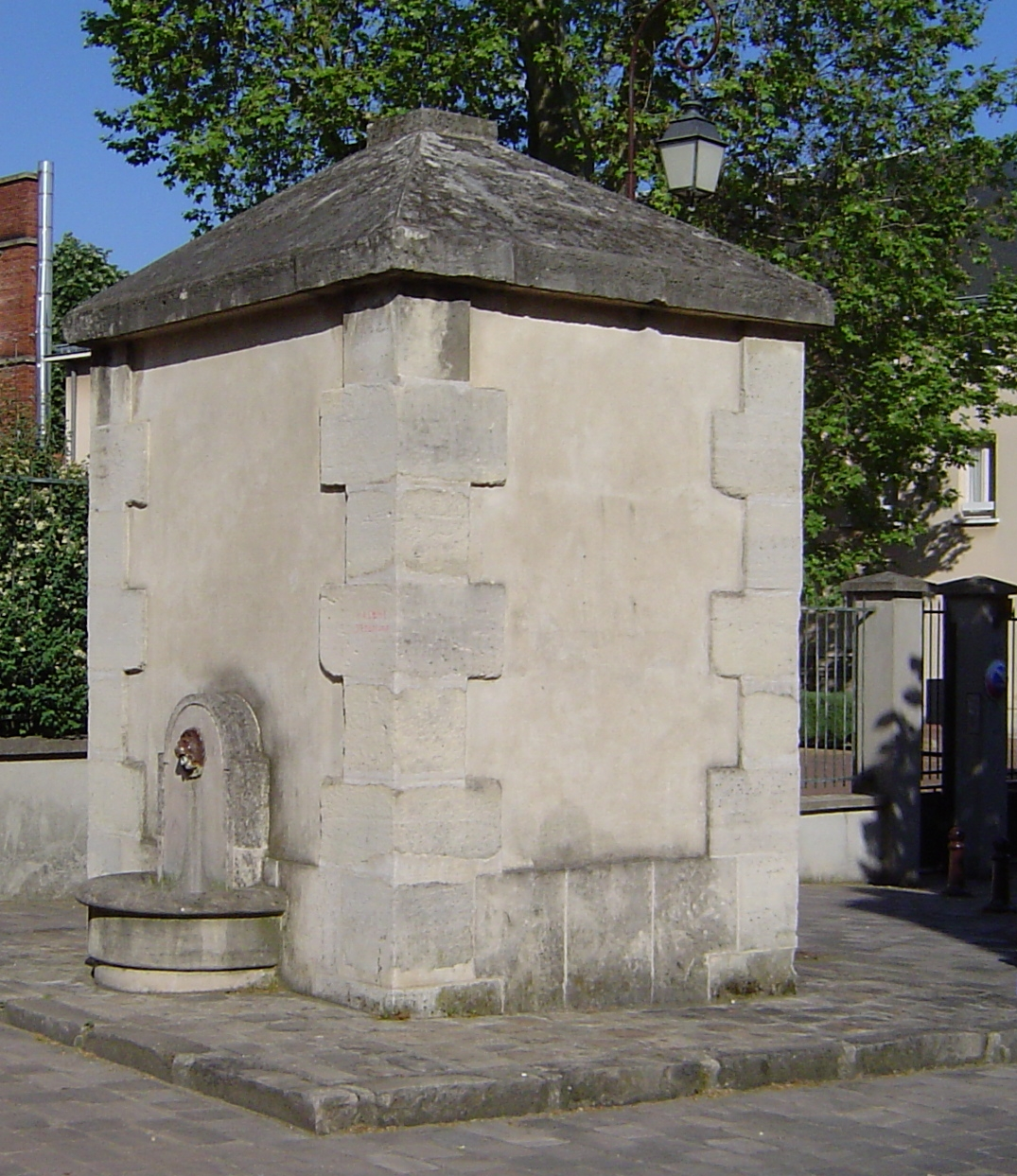
Puits du Moyen Âge en centre-ville, reconstruit en 1707 et transformé en fontaine en 1835.

Ce monument de 3,50 m de haut, 2,90 m x 2,50 m de côté a été rénové depuis 1986, il est classé à l'inventaire. Cet ancien puits faisait partie d'un système d'adduction d'eau construit en 1707. Enrichi de nouvelles adductions en 1835, il est transformé en fontaine et habillé d’une construction protectrice. L'eau, venant de la Fontaine du Sault (près de la Coulée verte du TGV) était conduite par des canalisations jusqu'à une fontaine publique, située près de l'église. Aujourd'hui, l'eau de cet ancien système d'adduction continue de couler : les sœurs de Saint-Joseph-de-Cluny l'utilisent toujours pour arroser leur jardin. La proximité de la nappe phréatique permit aux villageois de creuser de nombreux puits : 1 493 d'entre eux étaient encore en service en 1944. Les fontaines permettaient de capter les nombreuses sources qui vraisemblablement attirèrent les premiers Antoniens. La nappe phréatique est en effet très proche compte tenu de la superposition de sable perméable sur des marnes totalement imperméables. L'eau est ainsi retenue dans la couche sableuse, avant de jaillir dans les fontaines.
Reliée à ce même système d'adduction d'eau, une autre fontaine est visible à Antony : la fontaine des Godets. Récemment remise en état, sa construction date de 1835. Deux autres petites sources captées un peu plus loin sur la coulée verte des Godets sont également visibles. 

#### Moulin

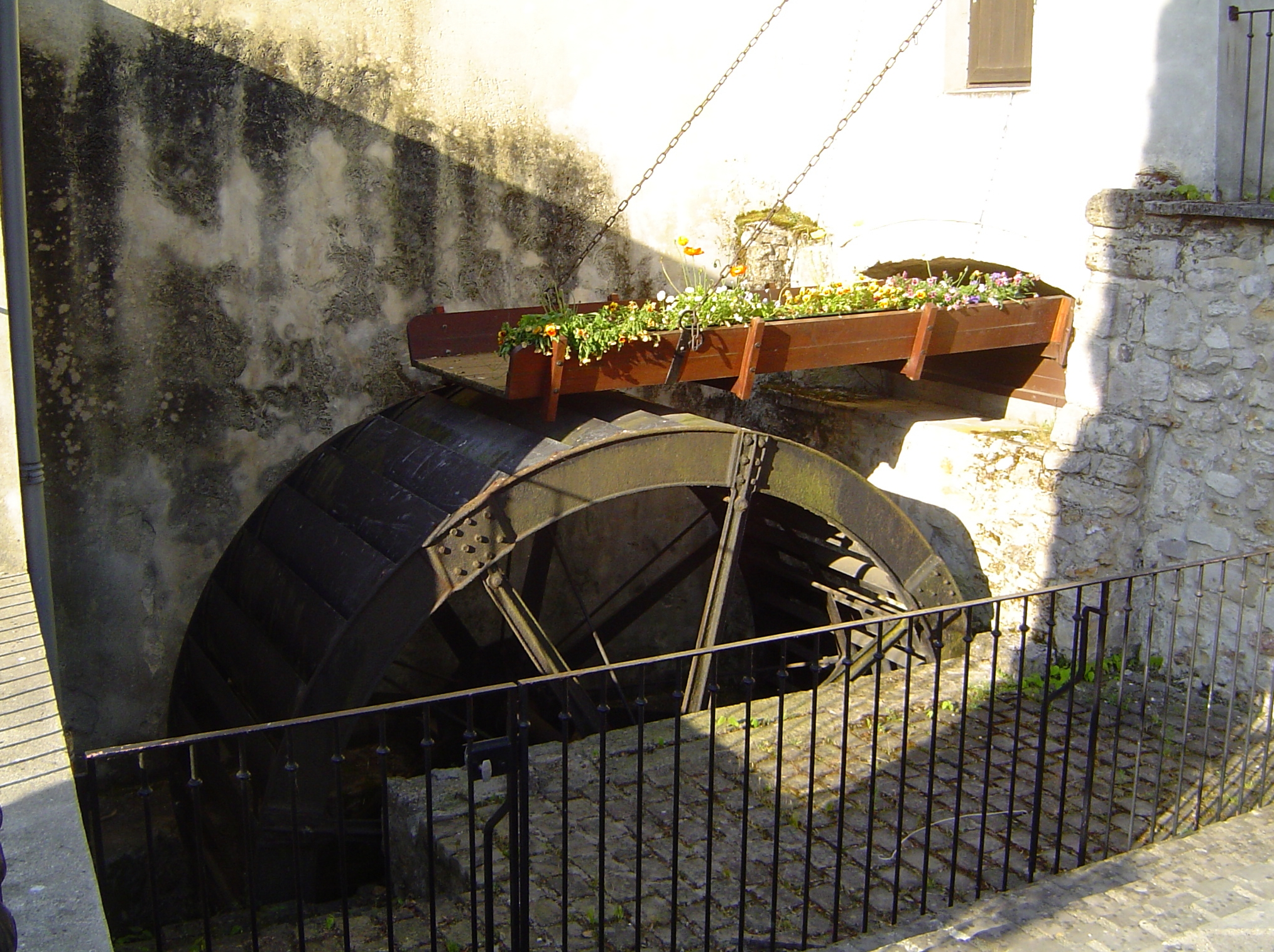
La roue du moulin qui a assuré pendant 10 siècles aux Antoniens la production de la farine.

Le moulin à eau d’Antony, situé à l’angle de la rue des Sources et de la rue du Moulin, est attesté dès 1248. Il s’agit du moulin banal appartenant à la seigneurie de l’abbaye de Saint-Germain-des-Prés. Les Antoniens étaient tenus de venir y moudre leur grain contre redevance. Agrandi pendant la Révolution française, le moulin est ses magasins brûlent en 1885. Il n’en subsiste que la roue, en fonte anglaise, restaurée en 1988.

#### Monument au maréchal Leclerc
Antony fut la première ville de France à rendre hommage à son libérateur en donnant le nom de Division Leclerc dès avant la fin de la guerre, le 8 avril 1945, à l'une de ses rues. Érigé à l'initiative de la fédération des Œuvres d'après-guerre d'Antony et à la suite de l'approbation du conseil municipal, le monument Leclerc fit tout d'abord l'objet d'un concours d'esquisses. Les frères Jan et Joël Martel (1896 - 1966), sculpteurs connus pour leurs réalisations de monuments commémoratifs furent choisis. Leurs créations, influencées par le cubisme et l'essor industriel des années folles, conservent la sobriété des œuvres antiques qu'ils admiraient. Pour ce monument, ils se sont inspirés d'une photographie prise à Antony le 24 août 1944. La statue, à la fois figurative et stylisée, représente le héros en position de marche placé devant un mur écran sur lequel figure l'itinéraire du militaire, depuis 1941 jusqu'à son entrée dans Paris. Cette sculpture fut inaugurée sous le haut patronage du président de la République le 15 octobre 1950.

## Cimetière
Le cimetière communal s'étend sur sept hectares, répartis de part et d'autre de la rue de Châtenay. Accueillant 15 000 concessions, il est divisé en deux parties : l'ancien cimetière et le nouveau, créé en 1981. Le cimetière actuel a remplacé en 1820 le cimetière qui se trouvait devant l'église. Antony doit beaucoup à de nombreuses personnalités qui ont œuvré pour son développement ou sa renommée, personnalités enterrées dans ce cimetière.

## Congrégations religieuses

### Dames de Saint-Raphaël

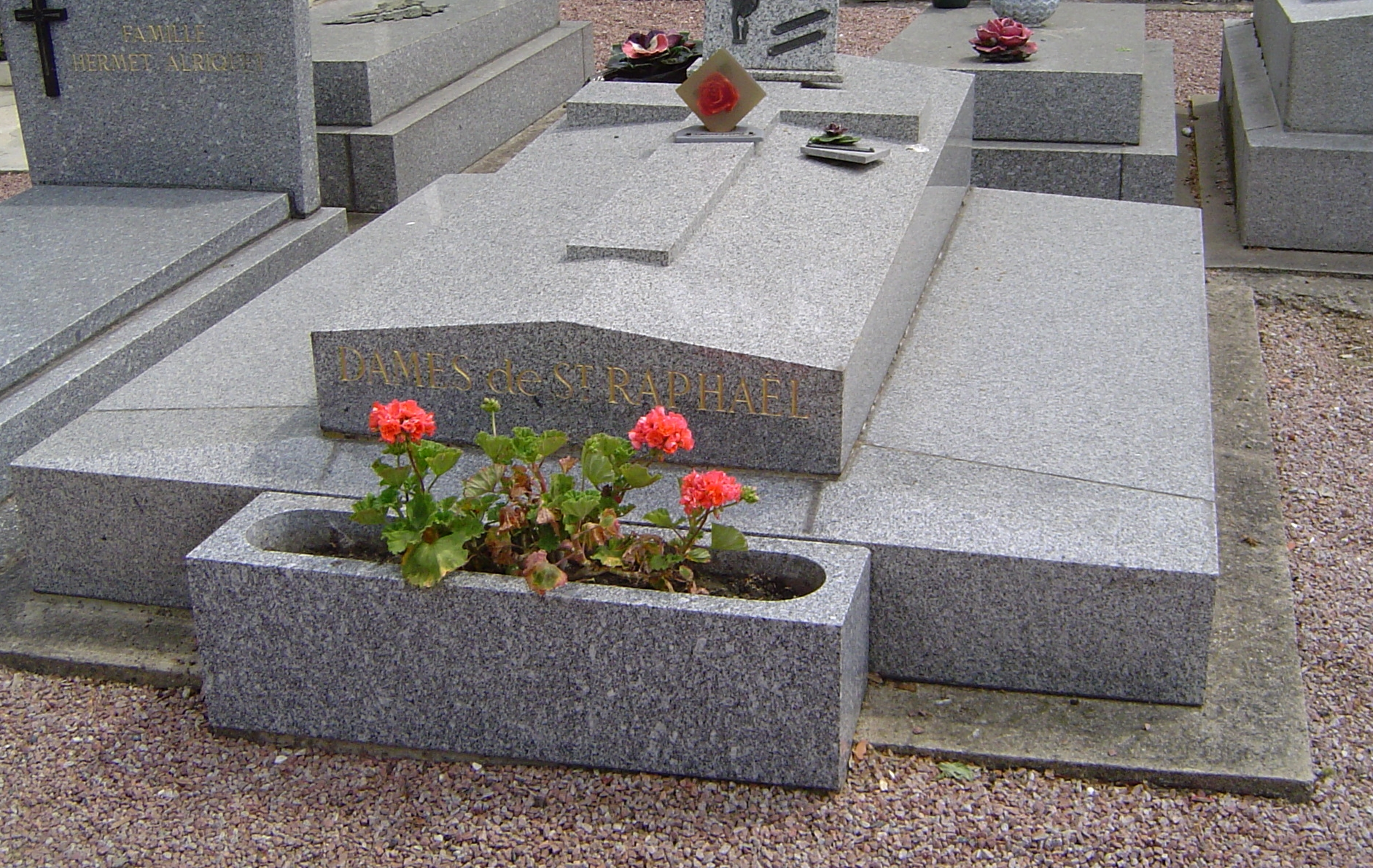
Sépulture des Dames de Saint-Raphaël.

Les Dames de Saint-Raphaël s'installent à Antony en 1893. Cette œuvre qui accueille des mamans célibataires et gère une école est fondée par l'abbé Amédée Ferrand de Missol (1805 - 1883), médecin devenu prêtre, ami et compagnon de Frédéric Ozanam. La congrégation qui en est née prit en 1891 le nom de Filles du Cœur Miséricordieux de Marie, mais on continua à les appeler Dames de Saint-Raphaël. Cette congrégation fusionne avec l' Ordre de Notre-Dame de Charité en 1972, date à laquelle les religieuses quitteront Antony, après avoir créé une œuvre identique en Colombie. L'école sera alors fermée et l'association sera reprise par des laïcs. Le nom de Mère Geneviève (1911 - 1983), la dernière mère supérieure de juillet 1963 à sa mort, a été donné au square attenant.

### Marianistes

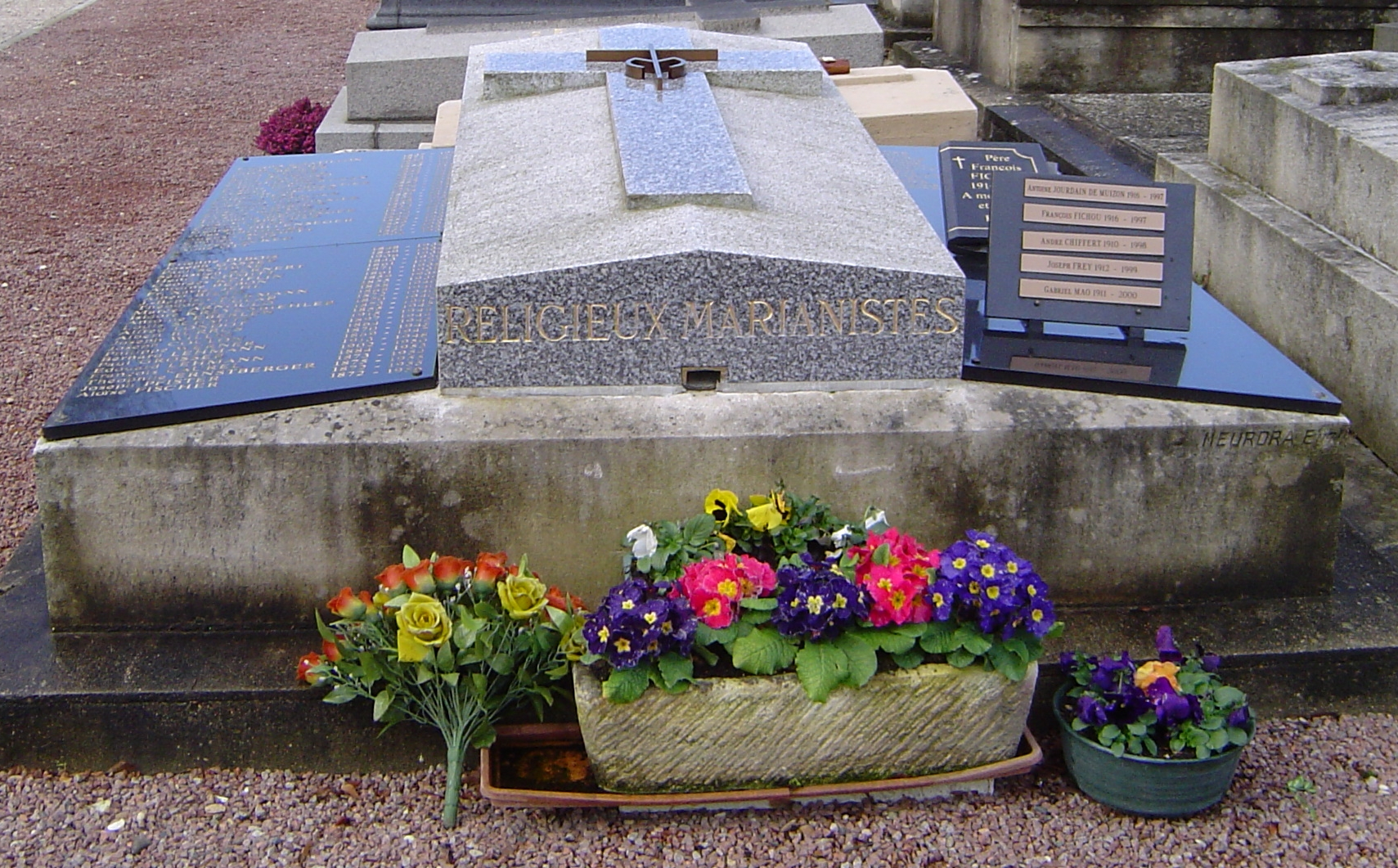
Sépulture des Marianistes.

Les Marianistes achètent la propriété Chénier. Ce bâtiment a été construit par Louis-Sauveur Chénier, fils cadet de Louis Chénier, et frère d'André Chénier sur les plans de l'architecte Georges Auguste Ranchon. En 1820, cette maison est achetée par Jean-Charles Persil, ministre de Louis-Philippe, qui y meurt en 1870. En 1880, elle devient la propriété de quatre prêtres parisiens qui, en 1898 y font construire le bâtiment de brique et de pierre qui servira de séminaire aux marianistes. Ils quitteront Antony en 1903 pour s'installer à Fribourg en Suisse. Après leur expulsion à la suite des lois anticléricales, le bâtiment est transformé en pension de famille. L’ensemble a été racheté par les marianistes en 1965. Revenus dans leur bâtiment, devenu Maison Saint-Jean, aujourd'hui maison de retraite des marianistes, ils ont créé en 1968 l'Institution Sainte-Marie d'Antony.

### Pères rédemptoristes

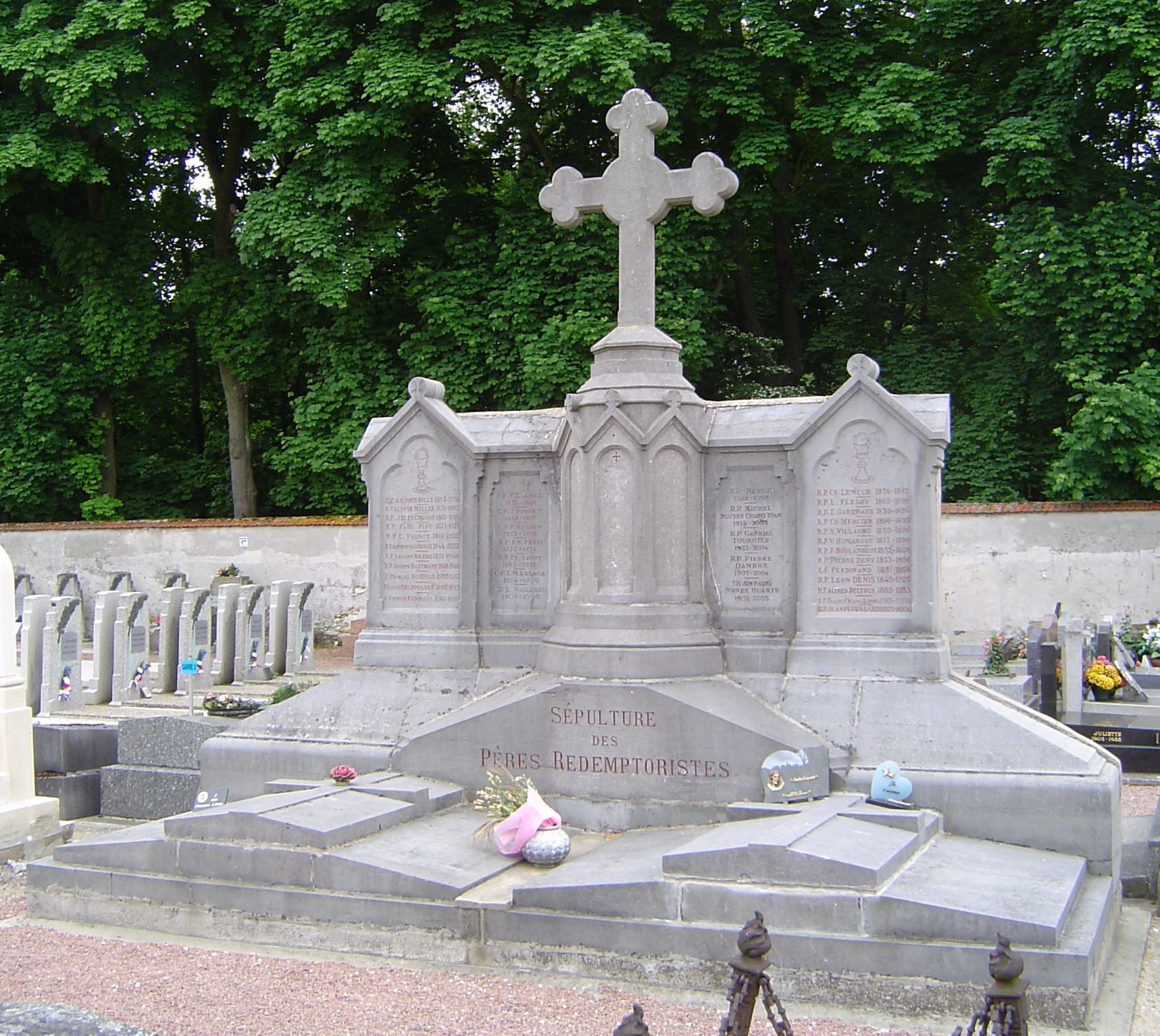
Sépulture des Pères Rédemptoristes.

Les Rédemptoristes (Congrégation du Très Saint Rédempteur) achètent le 5 août 1889 la propriété du chirurgien Velpeau pour y construire leur noviciat. À la suite de la séparation des Églises et de l'État en 1905, ils devront quitter Antony dont ils sont expulsés le 13 juin 1908. Ils avaient entretemps construit de très importants bâtiments qui, repris par le département de la Seine, deviendront la pouponnière Paul Manchon.
La sépulture des Pères rédemptoristes est un imposant monument (4 mètres de haut, 5 mètres de longueur), classé à l'inventaire général.

### Sœurs de La Croix

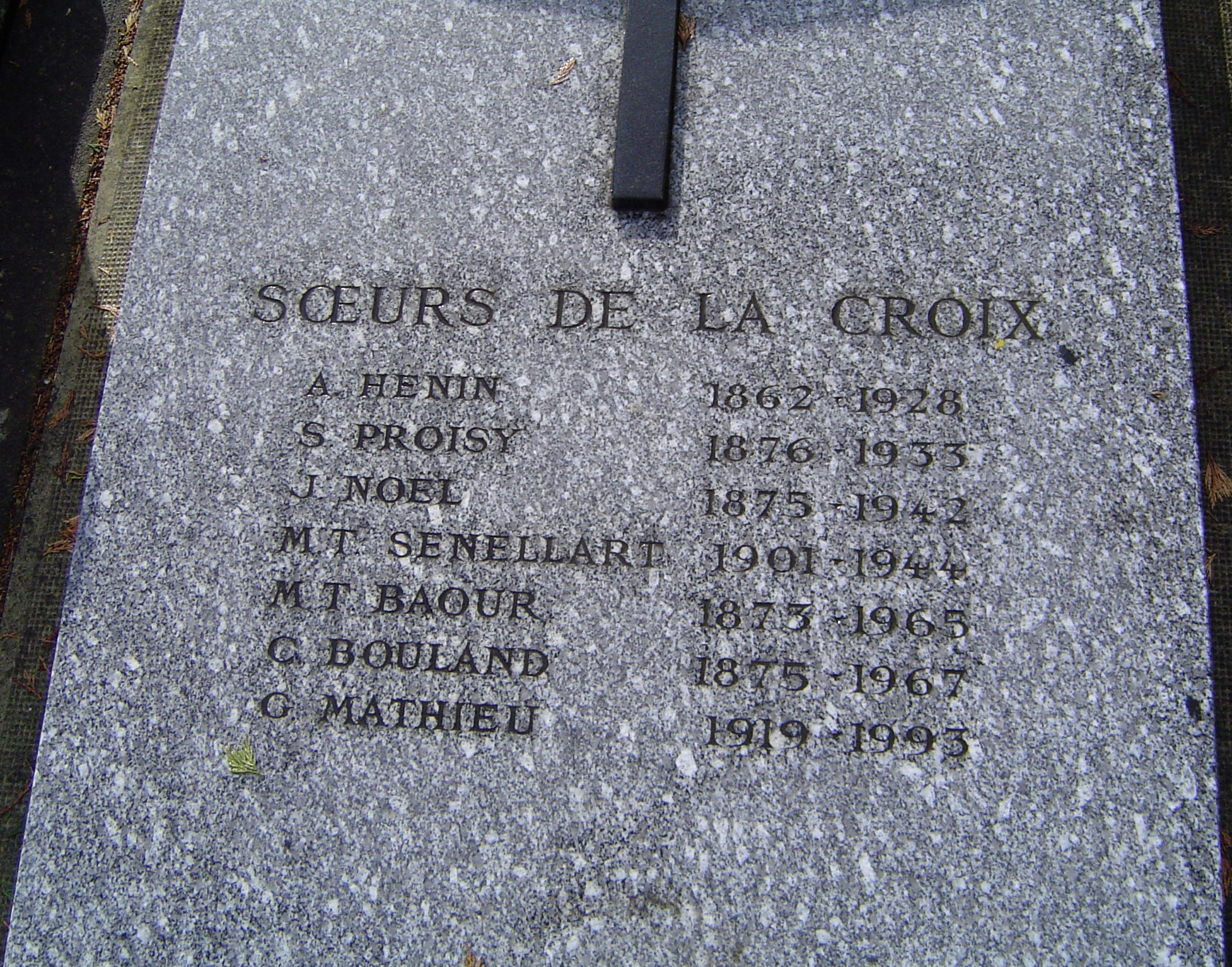
Sépulture des Sœurs de La Croix.

Les Sœurs de la Croix Saint-André se sont installées à Antony dès 1720. Ces religieuses tenaient l'école de filles, qui deviendra en 1928 l'Institut de la Croix, puis La Croix avant d'être intégrée à l'Institution Sainte-Marie d'Antony.

### Sœurs de Saint-Joseph de Cluny

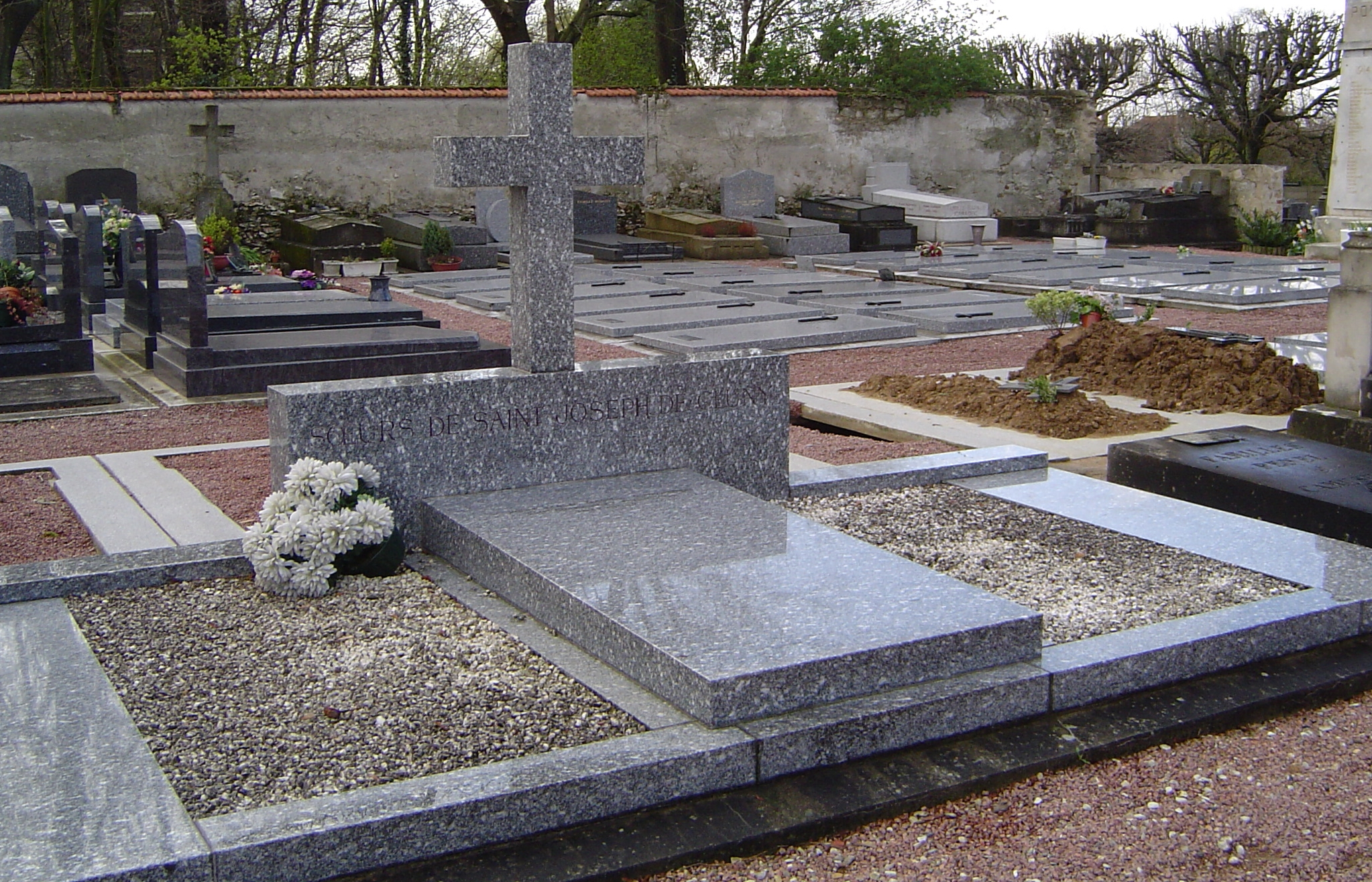
Sépulture des Sœurs de Saint-Joseph de Cluny.

Les Sœurs de Saint-Joseph de Cluny achètent en 1890 les bâtiments de l'ancienne manufacture royale des cires. Elles y installent une maison de repos pour les sœurs qui reviennent des colonies. Toujours présentes à Antony, le bâtiment principal est aujourd'hui une maison de retraite des sœurs de cette congrégation.

## Parcs et jardins
Certains parcs et jardins d'Antony présentent un intérêt historique et botanique très important : le parc de Sceaux, dont le tiers occupe le territoire antonien et qui détient le label national Jardin remarquable décerné par la Direction régionale des affaires culturelles, le parc Heller, le parc Bourdeau et le dernier parc ouvert au public : le parc Raymond-Sibille. D'autres sites sont de création récente mais n'en sont pas moins remarquables pour le travail de réhabilitation et d'aménagement de leurs espaces : Coulée verte des Godets, coulée verte du Paradis, Bois de l'Aurore. L'originalité de la Coulée verte du TGV tient à son tracé ininterrompu de Vanves à Massy-Palaiseau, et au recouvrement paysager de la ligne de TGV Atlantique qui épargne agréablement l'environnement antonien. Quant aux arbres remarquables, les critères sont : les dimensions de l'arbre, son âge, son caractère historique, sa rareté botanique, son port particulièrement élégant ou pittoresque.

### Arbres remarquables
Deux Antoniens particulièrement passionnés par les arbres de la ville, leur ont consacré des sites Internet,.

### Parc de Sceaux
Implanté dans un domaine chargé d'histoire, le parc de Sceaux fut acquis en 1674 par Colbert qui fit appel aux plus grands artistes de son temps pour l'aménager. Les enfants parcourent joyeusement les allées à vélo pendant que d'autres nourrissent les canards colverts sur le bassin de l'Octogone ou font naviguer leurs bateaux téléguidés. On peut également se livrer aux joies de la pêche. La faune s'épanouit pleinement dans ce parc qui compte de très belles parcelles boisées, les écureuils font la joie des enfants. Les observateurs attentifs peuvent découvrir de nombreuses espèces d'oiseaux. La ville organise une fois par mois, une initiation au chant des oiseaux. Environ 60 hectares sur les 180 hectares du parc appartiennent à la commune d'Antony.

### Parc Heller

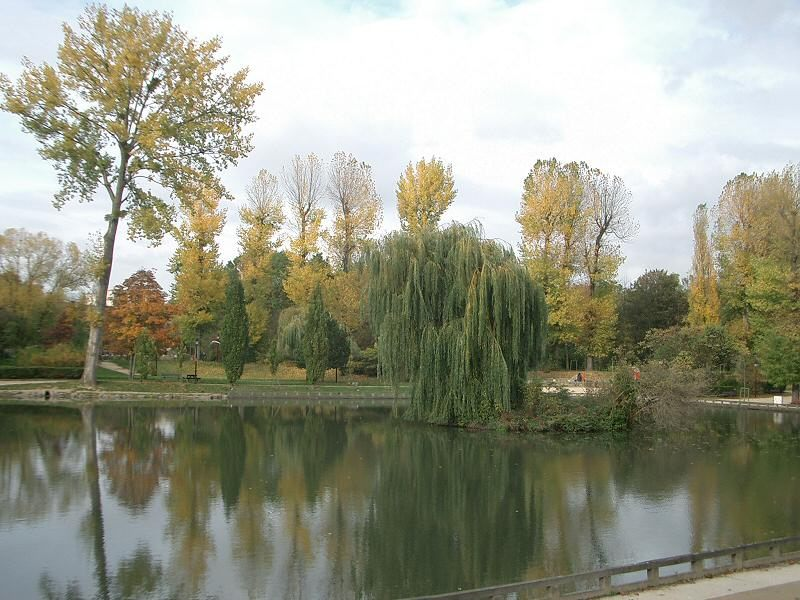
Le parc Heller.

Le parc Heller, d'une superficie de 9 hectares, témoigne du passé d'Antony. Il appartenait au XVIIIe siècle au marquis de Castries. Ce domaine, aujourd'hui agrandi par les acquisitions de la ville, abrite de multiples activités : terrains de rugby, étangs de pêche, plaine de jeux pour les enfants. Le poney-club permet de s'initier à l'équitation. La ferme et ses nombreux animaux font la joie des petits. De nouvelles allées ont été ouvertes, les aires de jeux ont été réaménagées. Cet espace, le plus grand de la commune, a été embelli de statues et fontaines qui ont été créées à l'entrée du parc près du château Saran.
À l'intérieur de ce parc, se trouve l'étang du soleil. Cet étang est l’œuvre d'un Antonien originaire de l'est de l'Europe, Jean Proksa. Il accomplit dans les années 1940 un travail considérable, creusant l'étang à la pelle et plantant chaque peuplier en bordure de la pièce d'eau avec l'unique aide de son fils, alors âgé de 15 ans. Ce travailleur infatigable, non content d'élever des truites, des tanches et des carpes (pouvant atteindre 15 kg) que les Antoniens devaient pêcher, louait également des barques aux amateurs de canotage et organisait des bals musette en plein air les soirs d'été. 
Les canards colverts sont présents toute l'année sur l'étang, rejoints en hiver par les mouettes rieuses qui repartent vers la mer au printemps. 

### Parc Raymond-Sibille

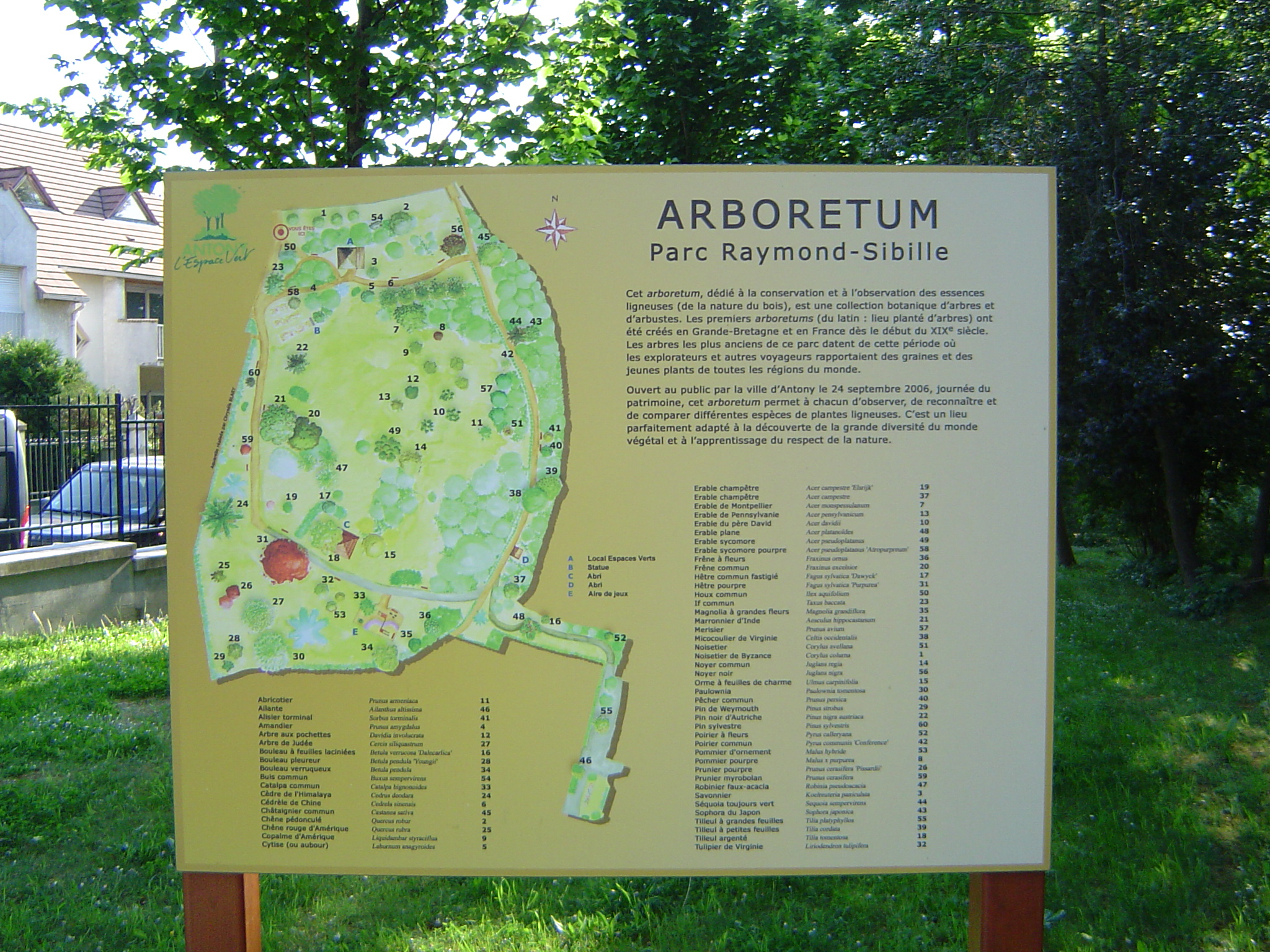
Panneau indiquant les arbres remarquables dans le parc Raymond-Sibille.

Ouvert au public en avril 2003, le parc Raymond-Sibille appartient au Conseil général des Hauts-de-Seine qui l’a mis à la disposition de la ville d’Antony à la fin de l’année 2002. Ce parc de 1,55 hectare est remarquable pour ses arbres (cèdres, hêtres pourpres, arbres de Judée, tulipier de Virginie…) dont les plus anciens furent peut-être plantés au début du XIXe siècle. La magnificence des arbres, l'extraordinaire diversité des essences témoignent d'une époque où les propriétaires se livraient volontiers à une « course à la curiosité botanique ». Le parc abrite un arboretum.

### Parc Bourdeau

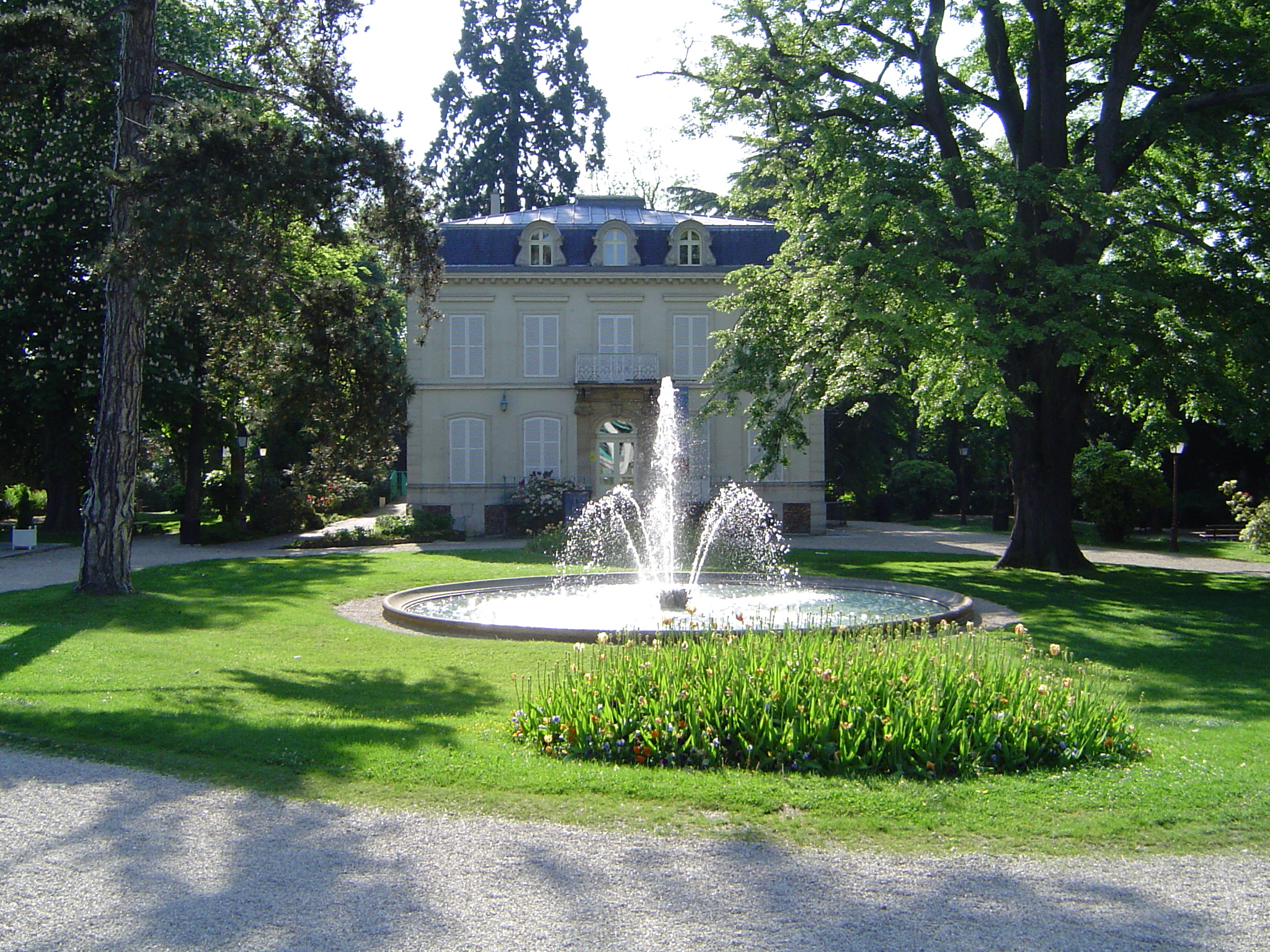
Le parc Bourdeau.

Le parc Bourdeau, d'une superficie de 12 000 m2, et sa jolie demeure construite sous Napoléon III constituent un havre de calme et de verdure en plein centre-ville. Son acquisition par la ville a permis de sauver cette propriété pleine de charme et d'installer en ces lieux l'actuelle Maison des arts qui accueille des expositions tout au long de l'année. Le jet d'eau de la fontaine, rénovée en 1999, a une allure féerique. Les botanistes admirent le magnifique tilleul argenté, le hêtre pourpre et le superbe tulipier de Virginie dont les fleurs en calice s'épanouissent en juin.

### Coulée verte des Godets, la coulée verte du Paradis et la coulée verte du TGV

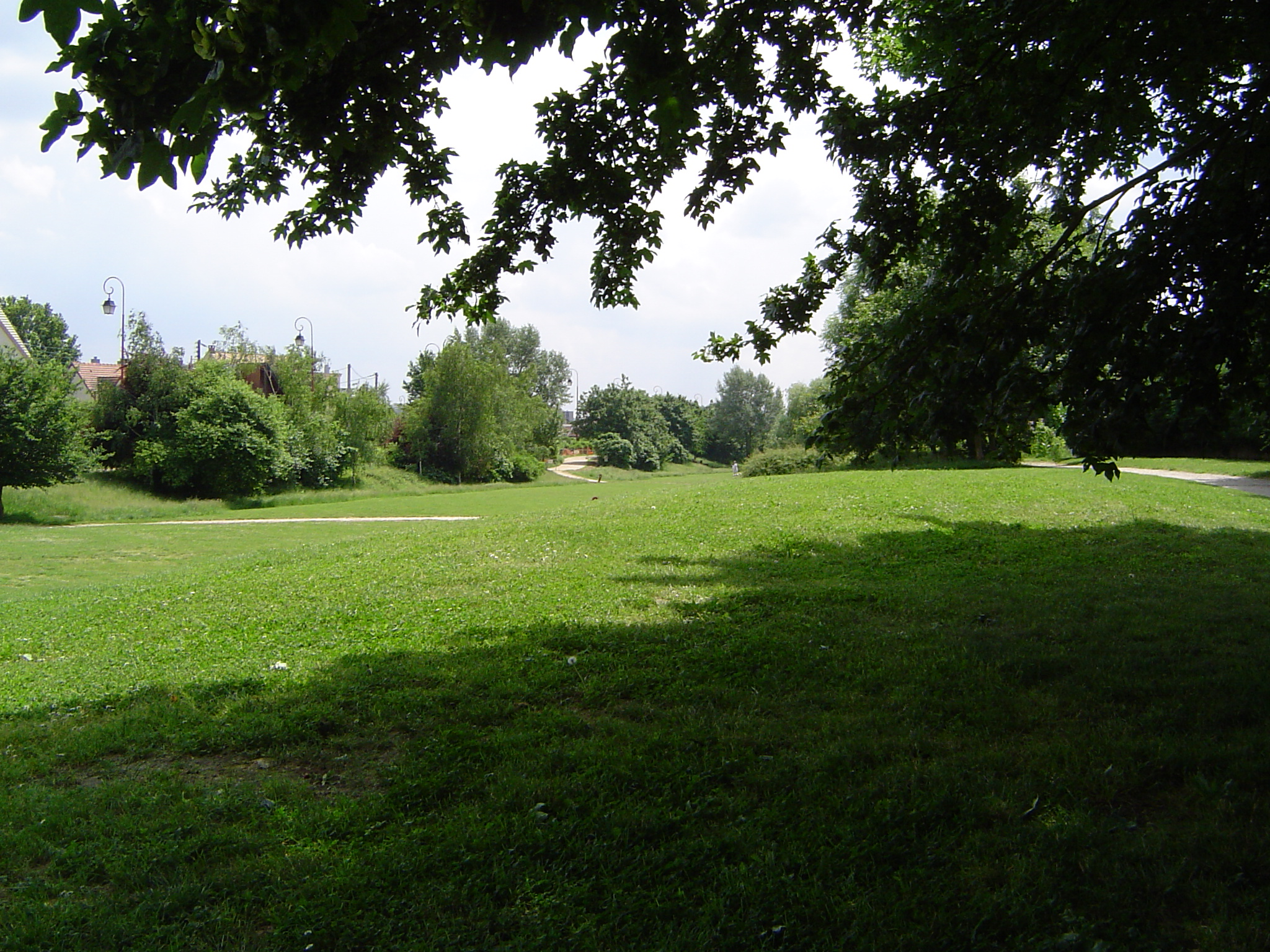
La coulée verte du TGV.

Depuis 1965, trois « coulées vertes » ont été aménagées à Antony. Ces espaces, qui se distinguent par leur longueur bien supérieure à leur largeur, contribuent à l’aération du tissu urbain et permettent de faire de belles promenades dans la verdure, le long des chemins que l'on peut parcourir à pied, à vélo mais aussi à cheval pour deux d'entre eux. 
- La coulée verte des Godets

La coulée verte des Godets, d'une superficie de 2,7 hectares, présente des aspects très variés. Une grande partie est dédiée aux cerfs-volants. 
- La coulée verte du Paradis

La coulée verte du Paradis, d'une superficie de 2,2 hectares, est accessible en suivant le ru des Godets. En longeant le plan d'eau aux allures sinueuses, on aperçoit des canards colverts. Les enfants peuvent y faire du vélo. Le nom de Paradis était déjà utilisé au XVIIIe siècle pour désigner ce quartier agreste d'Antony . La coulée verte portant ce nom a succédé en 1985 à un terrain vague envahi de ronces et de broussailles. On aménagea alors le bassin qui possède, comme celui de la Noisette, une double fonction : à celle de bassin d'agrément, s'ajoute le bassin de retenue des eaux pluviales pour le nouveau quartier pavillonnaire qui le borde. Surtout fréquenté par les habitants du quartier, cet espace constitue un havre de paix, tout près de l'animation de la ville.
- La coulée verte du TGV

D'une superficie de 7 ha, la partie antonienne de la Coulée verte du TGV est appelée « coulée verte du TGV ». Elle fait partie d'un ensemble qui s'étend sur douze kilomètres de long, au-dessus des voies du TGV Atlantique. Les pelouses sont régulièrement interrompues par de petites places. Les aménagements sont adaptés aux sportifs de tous âges et de tous niveaux.

### Bois de l'Aurore
Dans les années 1990, la ville a acquis progressivement les 2,6 hectares du bois pour en faire un espace ouvert à tous. Une partie des travaux d'aménagement a été réalisée dans le cadre d'un « chantier-école » (chantier d'insertion sociale). Aménagé de façon « semi-naturelle », le bois de l'Aurore conserve un maximum de niches écologiques que sont des abris pour animaux et pour oiseaux. Une zone naturelle protégée permet à la faune et à la flore de se diversifier à son rythme. Ce parc a été aménagé en cherchant à protéger dans plusieurs espaces un équilibre naturel entre espèces animales et végétales sans intervention de l'homme, en tenant compte de l'influence d'une espèce sur une autre. Deux mares ont été créées, cent-vingt arbres, quatre mille arbustes et plantes basses, des centaines de fleurs de sous-bois ont été plantés. Compte tenu de cet environnement, les chiens doivent être tenus en laisse et les bicyclettes sont interdites sauf pour les petits enfants. Le bois de l'Aurore, qui tire son nom de la rue de l'Aurore, a été inauguré le 19 juin 1996 par Patrick Devedjian, alors député-maire, comme en témoigne une plaque souvenir à l'entrée de cet espace vert.

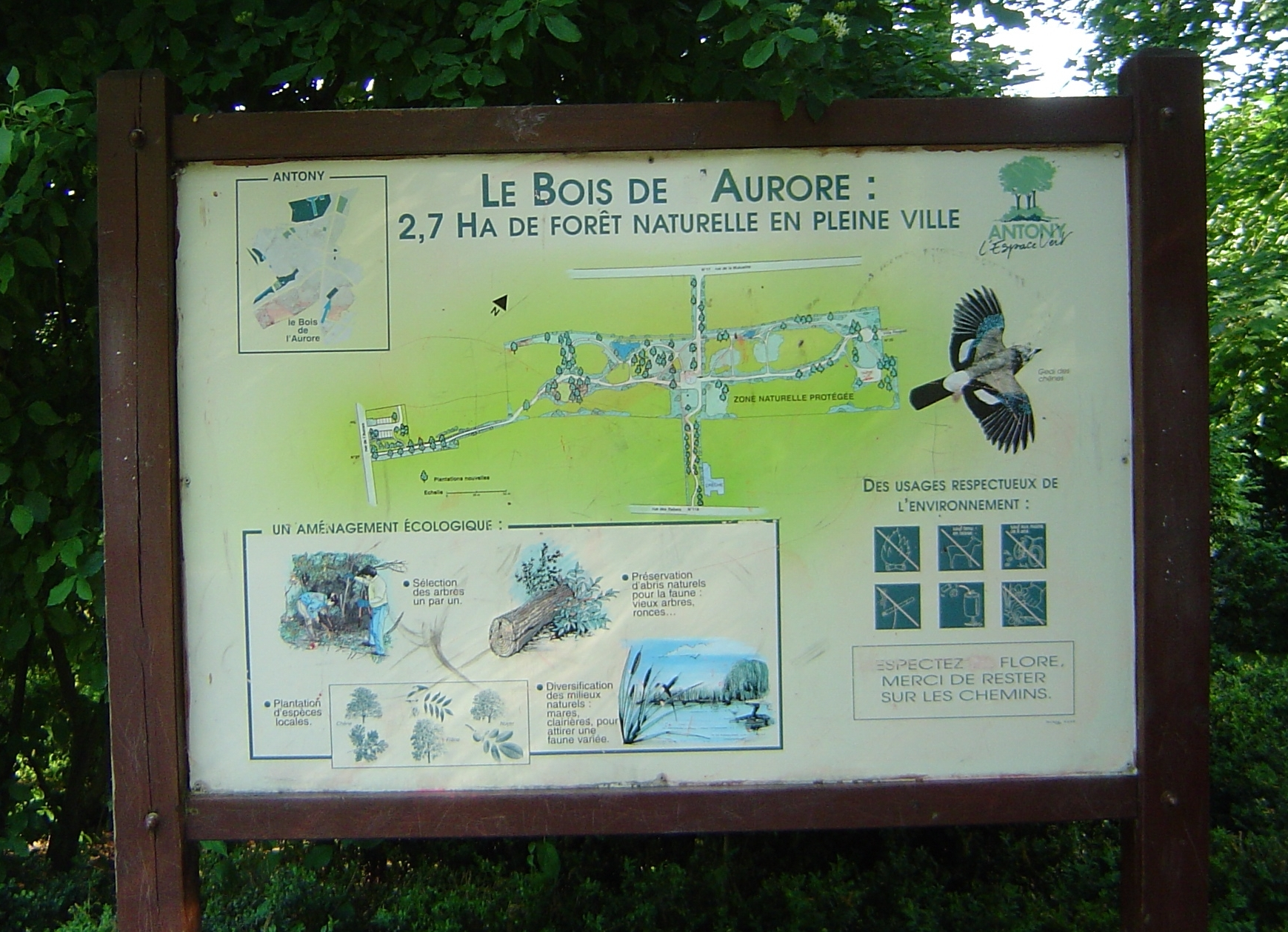
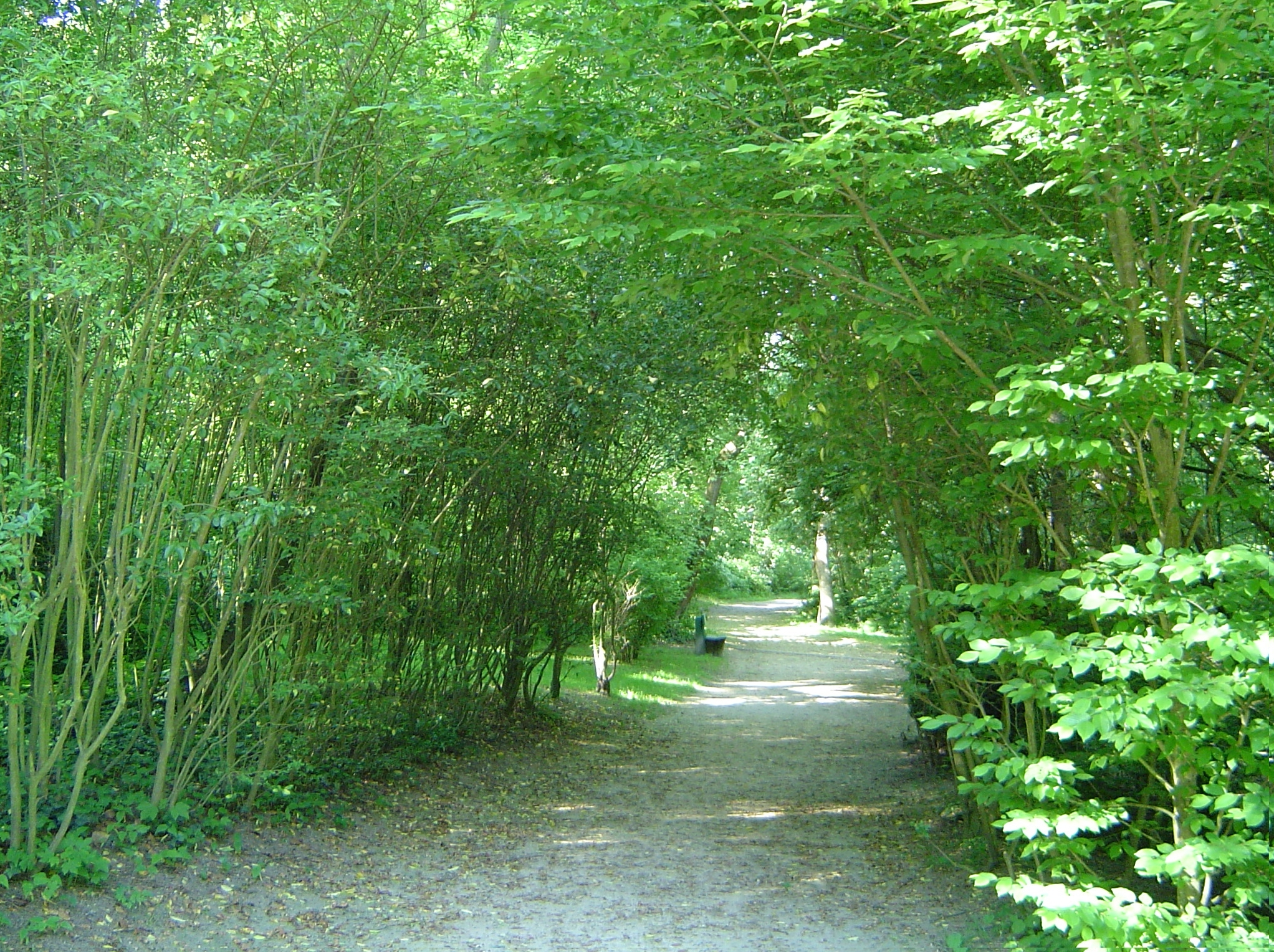
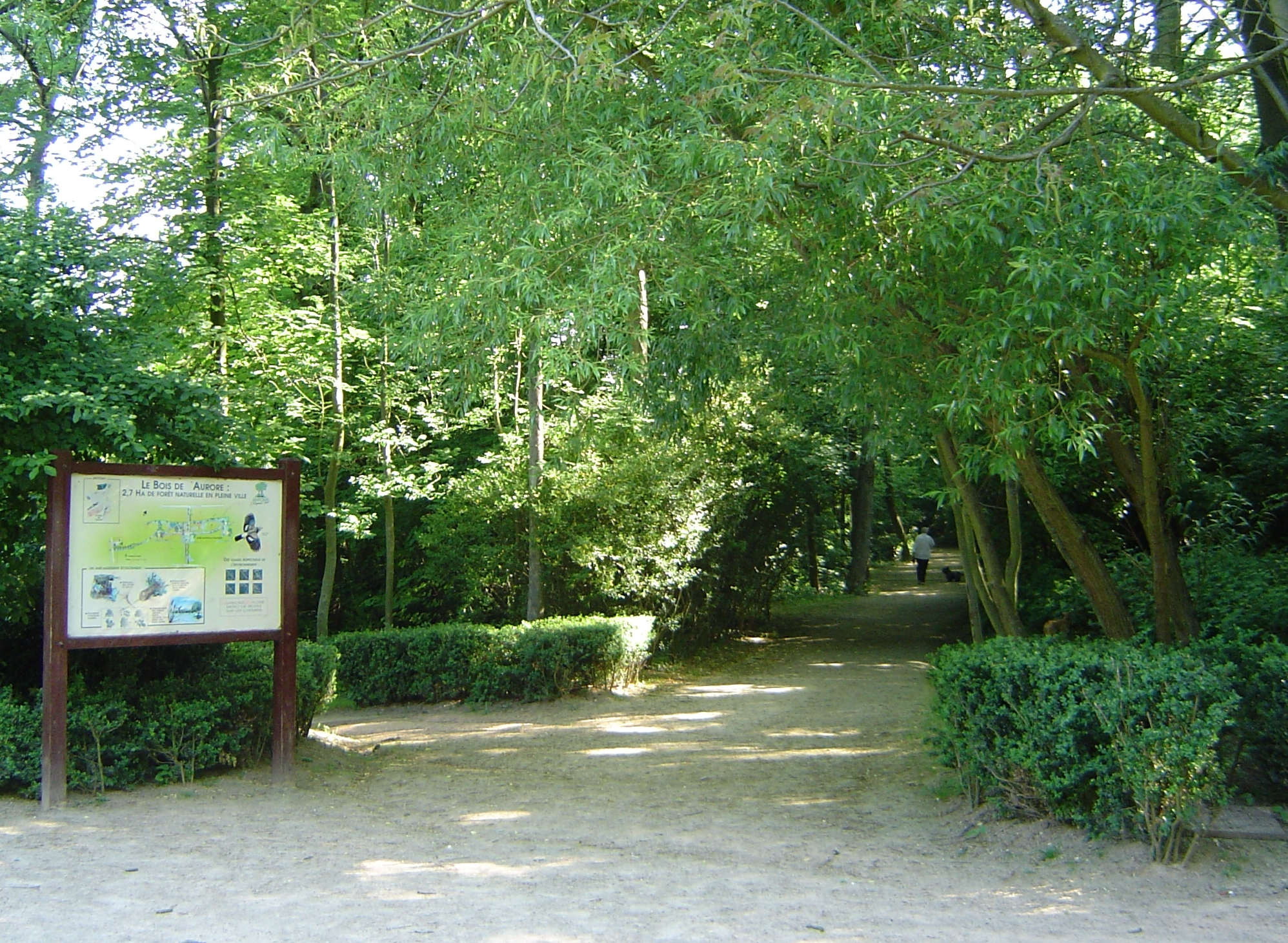

### Parc du Breuil et de la Bièvre
Ce parc a été aménagé en 1977 sur l'emplacement d'un terrain vague. Les 44 000 m2 permettent à tous d'y jouer au football, aux boules, au basket. Une aire de jeux est à la disposition des enfants. Ce parc jouxte le bassin de retenue de la Bièvre. Classé « zone d'intérêt écologique », ce dernier abrite plusieurs espèces d'oiseaux dont certaines sont très rares en région parisienne. Face à cette diversité, la ville a installé un observatoire à oiseaux pour permettre aux Antoniens de les observer sans les déranger.

### Parc La Fontaine

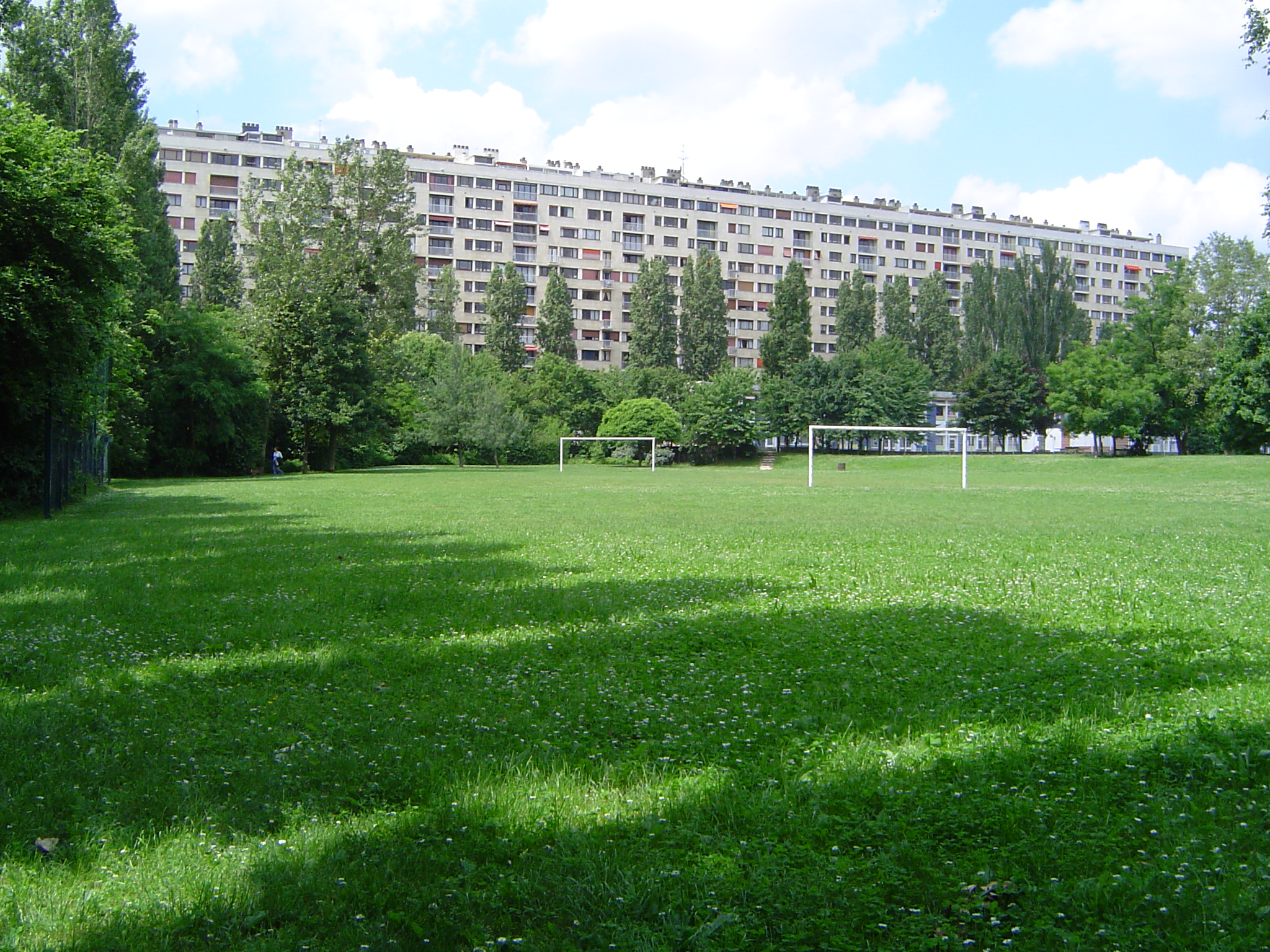
Le parc La Fontaine. Au fond, l'un des bâtiments de la résidence, la plus grande copropriété francilienne.

Le parc La Fontaine appartient à la ville d’Antony mais est situé sur territoire de la commune de l’Haÿ-les-Roses en bordure de la résidence de la résidence de la Fontaine en limite des départements des Hauts-de-Seine et du Val-de-Marne.
La Bièvre recouverte au début des années 1950 a été remise au jour sur 600 mètres en 2016. 
Ce parc de 25 000 m2 est très ensoleillé.. De nombreuses aires de jeux ont été installées. Une partie de ce parc est couverte de cerisiers à fleurs .

### Square Marc Sangnier
Ce square d'une superficie de 12 000 m2 appartenait au groupement des « Castors ». Les membres de l'Association "Les grillons de l'Ile de France" construisirent eux-mêmes leurs logements entre 1953 et 1955. Devenus propriétaires, les habitants l'ont vendu à la ville pour 1 Franc symbolique en 1970  pour que la ville l'aménage en terrains de sport. La ville a réalisé un espace vert avec une aire de jeu aménagée pour les enfants.  C'est dans ce square qu'a lieu chaque année au mois de mai depuis 1995 le Village de la nature et du jardin puis la chasse aux œufs de Pâques plus récemment.

## Pour approfondir